# Kreiszahl
Die Kreiszahl {\displaystyle \pi }, auch bezeichnet als Ludolphsche (andere Schreibweise Ludolfsche) Zahl oder Archimedes-Konstante, ist eine reelle mathematische Konstante.
Die Bezeichnung {\displaystyle \pi } (gelesen ‚pi‘) als Anfangsbuchstabe des griechischen Worts περίμετρος – perímetros, „Umfang“ oder περιφέρεια – zu lateinisch peripheria, „Randbereich“ nimmt Bezug darauf, dass die Kreiszahl das Verhältnis der Länge einer Kreislinie (des Umfangs eines Kreises) zu der seines Durchmessers angibt. Die Zahl {\displaystyle \pi } hat in allen Stellenwertsystemen unendlich viele, nicht-periodisch auftretende Nachkommastellen – ihre Dezimaldarstellung bis zur 50. Nachkommastelle lautet:
{\displaystyle \pi =3{,}14159\,26535\,89793\,23846\,26433\,83279\,50288\,41971\,69399\,37510\,\dots }
Wo keine besonders große Genauigkeit erforderlich ist, wird gerne mit dem Näherungswert 3,14 für {\displaystyle \pi } gerechnet.
Die Zahl {\displaystyle \pi } hat eine Reihe besonderer Eigenschaften, insbesondere ist sie transzendent und somit auch irrational, das heißt, sie kann nicht als Verhältnis zweier ganzer Zahlen ausgedrückt werden. Die enorme Bedeutung der Zahl {\displaystyle \pi } liegt darin begründet, dass sie in vielen ganz unterschiedlichen mathematischen Teilgebieten und Theorien auftritt: neben der Geometrie etwa in der Analysis (insbesondere in der Funktionentheorie), der Kombinatorik, der Topologie, der Zahlentheorie und der Wahrscheinlichkeitstheorie sowie in der Physik.

## Geschichte
Die Erforschung der Kreiszahl und Kreisberechnungen haben eine sehr lange mathematische Tradition.
So hat der griechische Mathematiker Archimedes um das Jahr 250 v. Chr. Pi mit Hilfe von 96-seitigen Polygonen einen Wert zwischen 223/71 und 22/7 zugewiesen und damit die Kreiszahl auf zwei Nachkommastellen genau berechnet. Später haben die beiden chinesischen Mathematiker Liu Hui und Zu Chongzhi im Zeitraum 300 bis 500 auf Basis von Polygonen mit bis zu 12.288 Seiten Pi mit dem
Näherungsbruch 355/113 auf 6 genaue Nachkommastellen bestimmt. In den westlichen Kulturen allerdings wurden über die Berechnungen des Archimedes hinaus lange Zeit keine weiteren Fortschritte erzielt.
Ab dem 16. Jahrhundert wurden in Europa die Forschungen zur Kreiszahl erneut aufgenommen, wobei sich seit dieser Zeit ein gewisser Wettlauf hinsichtlich der Berechnungsgenauigkeit einstellte. Geometrische Verfahren, die auf der Annäherung des Kreises durch Vielecke basierten, wurden zunehmend durch Methoden der Analysis ersetzt, vornehmlich Berechnungen über unendliche Reihen, die seit Begründung einer rigorosen Trigonometrie zur Verfügung standen. Für heutige Berechnungen ist die Anwendung des Chudnovsky-Algorithmus gängige Praxis.
Im Zeitraum 1761 bis 1768 konnte Johann Heinrich Lambert den mathematischen Beweis erbringen, dass {\displaystyle \pi } eine irrationale Zahl ist. Dieses Ergebnis wurde 1882 von Ferdinand von Lindemann durch den Beweis, dass {\displaystyle \pi } eine transzendente Zahl ist, verschärft. Damit grenzt sich die Kreiszahl auch von jenen irrationalen Zahlen ab, die als Lösungen einfacher Gleichungen „sichtbar“ werden. Damit sind Gleichungen gemeint, die nur aus ganzen Zahlen und einer endlichen Abfolge der vier Grundrechenarten aufgebaut sind (triviale Beispiele wie {\displaystyle 1=1} ausgenommen): Beispielsweise ist {\displaystyle {\sqrt {2}}} zwar irrational, aber nicht transzendent, da sie Lösung der Gleichung {\displaystyle x^{2}-2=0} ist. Allerdings bleiben viele Fragen weiterhin offen. Es wird zum Beispiel vermutet, dass {\displaystyle \pi } eine normale Zahl ist, ihre Dezimalentwicklung also einem pseudozufälligen Verhalten unterworfen ist.

### Herkunft der Bezeichnung
Die Bezeichnung Pi ({\displaystyle \pi }) wurde erstmals von William Oughtred in seiner 1647 veröffentlichten Schrift Theorematum in libris Archimedis de Sphæra & Cylyndro Declaratio verwendet. Darin drückte er mit {\displaystyle {\tfrac {\pi }{\delta }}} das Verhältnis von halbem Kreisumfang (semiperipheria) zu Halbmesser (semidiameter) aus, d. h. {\displaystyle {\tfrac {\pi }{\delta }}=3{,}1415\ldots } Dieselben Bezeichnungen benutzte um 1664 auch der englische Mathematiker Isaac Barrow. Im Jahr 1697 nahm David Gregory {\displaystyle {\tfrac {\pi }{\rho }}} für das Verhältnis von Umfang zu Radius.
59 Jahre später als Oughtred, nämlich im Jahr 1706, setzte der walisische Mathematiker William Jones in seiner Synopsis Palmariorum Matheseos als Erster den griechischen Kleinbuchstaben {\displaystyle \pi } ein, um das Verhältnis von Umfang zu Durchmesser auszudrücken. Erst im 18. Jahrhundert wurde {\displaystyle \pi } durch Leonhard Euler populär. Er verwendete 1737 erstmals {\displaystyle \pi } für die Kreiszahl, nachdem er zuvor {\displaystyle p} verwendet hatte. Seitdem ist aufgrund der Bedeutung Eulers diese Bezeichnung allgemein üblich.

## Definition
Es existieren mehrere gleichwertige Ansätze, die Kreiszahl {\displaystyle \pi } zu definieren. Dass die erste und die zweite Definition dieselbe Zahl definieren, bewies bereits Archimedes von Syrakus (vergleiche Kreisfläche):
- Die erste (klassische!) Definition in der Geometrie (siehe Bild) beruht auf der Proportionalität von Umfang und Durchmesser eines Kreises. Entsprechend lässt sich die Kreiszahl definieren als das Verhältnis von Umfang {\displaystyle U} zum Durchmesser {\displaystyle d} des Kreises. Die Kreiszahl entspricht demnach dem Quotienten und Proportionalitätsfaktor {\displaystyle \pi ={\tfrac {U}{d}}}.[10]
- Der zweite geometrische Ansatz (siehe Bild) fußt auf dem Vergleich des Flächeninhalts {\displaystyle A} eines Kreises mit dem Flächeninhalt des Quadrats über seinem Kreisradius (auch: Halbmesser) {\displaystyle r}, also seinem halben Durchmesser. Aus Gründen der Ähnlichkeit sind diese beiden Flächeninhalte ebenfalls proportional. Entsprechend lässt sich die Kreiszahl {\displaystyle \pi } definieren als der Quotient bzw. der Proportionalitätsfaktor {\displaystyle \pi ={\tfrac {A}{r^{2}}}}. Man fasst diese zweite Definition in den Merksatz, dass sich eine Kreisfläche zur umgebenden Quadratfläche wie {\displaystyle \pi :4} verhält.[11]

Ein Kreis mit dem Durchmesser {\displaystyle 1} hat den Umfang {\displaystyle \pi }.

Erster geometrischer Ansatz:  {\displaystyle \pi ={\tfrac {U}{d}}}
Zweiter geometrischer Ansatz: {\displaystyle \pi ={\tfrac {A_{\mathrm {Kreis} }}{A_{\mathrm {Quadrat} }}}}
{\displaystyle \pi } ist das Doppelte der kleinsten positiven Nullstelle der Kosinusfunktion.

- In der Analysis geht man (nach Edmund Landau) oft so vor, zunächst die reelle Kosinusfunktion {\displaystyle \cos(x)} über ihre Taylorreihe zu definieren und dann die Kreiszahl als das Doppelte der kleinsten positiven Nullstelle des Kosinus festzulegen.[12][13]
- Weitere analytische Ansätze gehen auf John Wallis und Leonhard Euler zurück.[14]

Dass die erste und die zweite Definition dieselbe Zahl definieren, bewies bereits Archimedes von Syrakus, vergleiche Kreisfläche. Der Umfang eines Kreises verhält sich also zu seinem Durchmesser genauso wie die Fläche des Kreises zum Quadrat des Radius, sprich {\displaystyle U:d=A:r^{2}}. Das jeweilige Verhältnis – der Proportionalitätsfaktor – ist in beiden Fällen die Kreiszahl {\displaystyle \pi }.

## Eigenschaften

### Irrationalität und Transzendenz

Die Kreiszahl ist transzendent und hat deshalb unendlich viele Nachkommastellen. In der Zahlenfolge sind bislang keine vorhersagbaren Muster erkennbar.

Die Zahl {\displaystyle \pi } ist eine irrationale Zahl, also eine reelle, aber keine rationale Zahl. Das bedeutet, dass sie nicht als Verhältnis zweier ganzer Zahlen {\displaystyle p,q\in \mathbb {Z} }, also nicht als Bruch {\displaystyle {\tfrac {p}{q}}}, dargestellt werden kann. Das wurde 1761 bis 1768 von Johann Heinrich Lambert bewiesen.
Tatsächlich ist die Zahl {\displaystyle \pi } sogar transzendent, was bedeutet, dass es kein vom Nullpolynom verschiedenes Polynom mit rationalen Koeffizienten gibt, das {\displaystyle \pi } zur Nullstelle hat. So ist auch jede Zahl, die durch algebraische Operationen wie Addition und Multiplikation mit sich selbst und mit ganzen Zahlen aus {\displaystyle \pi } erzeugt wird, wiederum transzendent. Das wurde erstmals von Ferdinand von Lindemann 1882 bewiesen.
Als Konsequenz ergibt sich daraus, dass es unmöglich ist, {\displaystyle \pi } nur mit ganzen Zahlen oder Brüchen und Wurzeln auszudrücken, und dass die exakte Quadratur des Kreises mit Zirkel und Lineal nicht möglich ist.
Bei der Kreiszahl {\displaystyle \pi } handelt es sich jedoch um eine algebraische Periode, was unmittelbar aus deren geometrischer Natur als Fläche des Einheitskreises hervorgeht.

### Die ersten 100 Nachkommastellen
Da {\displaystyle \pi } eine irrationale Zahl ist, lässt sich ihre Darstellung in keinem Stellenwertsystem vollständig angeben: Die Darstellung ist stets unendlich lang und nicht periodisch.
Bei den ersten 100 Nachkommastellen in der Dezimalbruchentwicklung
{\displaystyle \pi =3{,}14159\;26535\;89793\;23846\;26433\;83279\;50288\;41971\;69399\;37510\;58209\;74944\;59230\;78164\;06286\;20899\;86280\;34825\;34211\;70679\ldots }(Folge A000796 in OEIS)
ist keine Regelmäßigkeit ersichtlich. Auch weitere Nachkommastellen genügen statistischen Tests auf Zufälligkeit (siehe auch Frage der Normalität).

### Darstellung zu anderen Zahlenbasen
Im Binärsystem ausgedrückt ist (siehe OEIS-Folge OEIS:A004601)
{\displaystyle \pi =11{,}0010\;0100\;0011\;1111\;0110\;1010\;1000\;1000\;1000\;0101\;1010\;0011\;0000\;1000\;1101\;0011\;0001\;0011\;0001\;1001\;1000\;1010\;0010\;1110\dots }.
| Basen 3 bis 16 und 60 |
| Die Darstellung zur Basis 3 hat die Gestalt (siehe OEIS-Folge OEIS:A004602) {\displaystyle \pi =10{,}0102\;1101\;2222\;0102\;1100\;2111\;1102\;2122\;2220\;1112\;0121\;2121\;2001\;2110\;0100\;1012\;2202\;2212\;0120\;1211\;1210\;1210\;1120\;0220\dots }. Die Darstellung zur Basis 4 hat die Gestalt (siehe OEIS-Folge OEIS:A004603) {\displaystyle \pi =3{,}0210\;0333\;1222\;2020\;2011\;2203\;0020\;3103\;0103\;0121\;2022\;0232\;0003\;1300\;1303\;1010\;2210\;0021\;0320\;0202\;0221\;2133\;0301\;3100\dots }. Die Darstellung zur Basis 5 hat die Gestalt (siehe OEIS-Folge OEIS:A004604) {\displaystyle \pi =3{,}0323\;2214\;3033\;4324\;1124\;1224\;0414\;0231\;4211\;1430\;2031\;0022\;0034\;4413\;2211\;0104\;0332\;1344\;0043\;2444\;0144\;1042\;3341\;3301\dots }. Die Darstellung zur Basis 6 hat die Gestalt (siehe OEIS-Folge OEIS:A004605) {\displaystyle \pi =3{,}0503\;3005\;1415\;1241\;0523\;4414\;0531\;2532\;1102\;3012\;1444\;2004\;1152\;5255\;3314\;2033\;3131\;1355\;3513\;1233\;4553\;3410\;0151\;5434\dots }. Die Darstellung zur Basis 7 hat die Gestalt (siehe OEIS-Folge OEIS:A004606) {\displaystyle \pi =3{,}0663\;6514\;3203\;6134\;1102\;6340\;2244\;6522\;2664\;3520\;6502\;4015\;5443\;2154\;2643\;1025\;1611\;5456\;5220\;0026\;2243\;6103\;3014\;4323\dots }. Die Darstellung zur Basis 8 hat die Gestalt (siehe OEIS-Folge OEIS:A004607) {\displaystyle \pi =3{,}1103\;7552\;4210\;2643\;0215\;1423\;0630\;5056\;0067\;0163\;2112\;2011\;1602\;1051\;4763\;0720\;0202\;7372\;4616\;6116\;3310\;4505\;1202\;0746\dots }. Die Darstellung zur Basis 9 hat die Gestalt (siehe OEIS-Folge OEIS:A004608) {\displaystyle \pi =3{,}1241\;8812\;4074\;4278\;8645\;1777\;6173\;1035\;8285\;1654\;5353\;4626\;5230\;1126\;3214\;5028\;3864\;0343\;5416\;3303\;0867\;8132\;7871\;5885\dots }. Die Darstellung zur Basis 10 hat die Gestalt (siehe OEIS-Folge OEIS:A000796) {\displaystyle \pi =3{,}1415\;9265\;3589\;7932\;3846\;2643\;3832\;7950\;2884\;1971\;6939\;9375\;1058\;2097\;4944\;5923\;0781\;6406\;2862\;0899\;8628\;0348\;2534\;2117\dots }. Für die Darstellung zur Basis 11 bis 16 werden die Ziffern 10 bis 15 kodiert als: Ziffer 10: {\displaystyle {\color {red}a}}, Ziffer 11: {\displaystyle {\color {green}b}}, Ziffer 12: {\displaystyle {\color {maroon}c}}, Ziffer 13: {\displaystyle {\color {magenta}d}}, Ziffer 14: {\displaystyle {\color {indigo}e}} und Ziffer 15: {\displaystyle {\color {teal}f}} Die Darstellung zur Basis 11 hat die Gestalt (siehe OEIS-Folge OEIS:A068436) {\displaystyle \pi =3{,}1615\;0702\;865{\color {red}a}\;4852\;3521\;5259\;7775\;2941\;8386\;6884\;8853\;163{\color {red}a}\;1{\color {red}a}54\;2130\;0465\;8065\;2273\;5053\;3715\;2717\;81{\color {red}a}6\;5637\;1578\;1334\dots }. Die Darstellung zur Basis 12 hat die Gestalt (siehe OEIS-Folge OEIS:A068437) {\displaystyle \pi =3{,}1848\;0949\;3{\color {green}b}91\;8664\;573{\color {red}a}\;6211\;{\color {green}b}{\color {green}b}15\;1551\;{\color {red}a}057\;2929\;0{\color {red}a}78\;09{\color {red}a}4\;9274\;2140\;{\color {red}a}60{\color {red}a}\;5525\;6{\color {red}a}06\;61{\color {red}a}0\;3753\;{\color {red}a}3{\color {red}a}{\color {red}a}\;5480\;5646\;8801\;81{\color {red}a}3\dots }. Die Darstellung zur Basis 13 hat die Gestalt (siehe OEIS-Folge OEIS:A068438) {\displaystyle \pi =3{,}1{\color {red}a}{\color {maroon}c}1\;0490\;52{\color {red}a}2\;{\color {maroon}c}773\;69{\color {maroon}c}0\;{\color {green}b}{\color {green}b}89\;{\color {maroon}c}{\color {maroon}c}98\;8327\;8298\;358{\color {green}b}\;3701\;6030\;6133\;{\color {maroon}c}{\color {red}a}5{\color {red}a}\;{\color {maroon}c}{\color {green}b}{\color {red}a}5\;7614\;{\color {green}b}65{\color {green}b}\;4100\;20{\color {maroon}c}2\;2{\color {green}b}4{\color {maroon}c}\;7145\;7{\color {red}a}95\;5{\color {red}a}5\dots }. Die Darstellung zur Basis 14 hat die Gestalt (siehe OEIS-Folge OEIS:A068439) {\displaystyle \pi =3{,}1{\color {magenta}d}{\color {red}a}7\;5{\color {maroon}c}{\color {magenta}d}{\color {red}a}\;8137\;5427\;{\color {red}a}40{\color {red}a}\;{\color {green}b}{\color {maroon}c}{\color {green}b}1\;{\color {green}b}{\color {magenta}d}47\;549{\color {maroon}c}\;89{\color {green}b}{\color {maroon}c}\;{\color {green}b}686\;1{\color {magenta}d}33\;27{\color {maroon}c}7\;40{\color {maroon}c}{\color {red}a}\;{\color {green}b}809\;{\color {red}a}52{\color {magenta}d}\;0{\color {magenta}d}{\color {magenta}d}5\;1718\;7450\;4{\color {red}a}54\;81{\color {maroon}c}{\color {maroon}c}\;9154\;90{\color {green}b}{\color {green}b}\;5\dots }. Die Darstellung zur Basis 15 hat die Gestalt (siehe OEIS-Folge OEIS:A068440) {\displaystyle \pi =3{,}21{\color {maroon}c}{\color {magenta}d}\;1{\color {magenta}d}{\color {maroon}c}4\;6{\color {maroon}c}2{\color {green}b}\;7{\color {indigo}e}50\;8484\;773{\color {indigo}e}\;0691\;9{\color {magenta}d}1{\color {indigo}e}\;5096\;3{\color {magenta}d}{\color {green}b}7\;9{\color {maroon}c}69\;739{\color {indigo}e}\;{\color {red}a}373\;1{\color {indigo}e}79\;{\color {maroon}c}{\color {magenta}d}{\color {indigo}e}1\;0{\color {red}a}8{\color {indigo}e}\;{\color {magenta}d}4{\color {maroon}c}6\;30{\color {red}a}8\;3{\color {green}b}9{\color {green}b}\;5{\color {magenta}d}{\color {red}a}4\;64{\color {red}a}9\;152\dots } Die Darstellung zur Basis 16 hat die Gestalt (siehe OEIS-Folge OEIS:A062964) {\displaystyle \pi =3{,}243{\color {teal}f}\;6{\color {red}a}88\;85{\color {red}a}3\;08{\color {magenta}d}3\;1319\;8{\color {red}a}2{\color {indigo}e}\;0370\;7344\;{\color {red}a}409\;3822\;299{\color {teal}f}\;31{\color {magenta}d}0\;082{\color {indigo}e}\;{\color {teal}f}{\color {red}a}98\;{\color {indigo}e}{\color {maroon}c}4{\color {indigo}e}\;6{\color {maroon}c}89\;4528\;21{\color {indigo}e}6\;38{\color {magenta}d}0\;1377\;{\color {green}b}{\color {indigo}e}54\;66{\color {maroon}c}{\color {teal}f}\;34{\color {indigo}e}9\dots }. Bezüglich Gestalt zur Basis 60 siehe OEIS-Folge OEIS:A060707. |

### Kettenbruchentwicklungen
Eine alternative Möglichkeit, reelle Zahlen darzustellen, ist die Kettenbruchentwicklung. Da {\displaystyle \pi } irrational ist, ist diese Darstellung unendlich lang, und, da es keine quadratisch irrationale Zahl ist, ist sie nicht periodisch.
Der reguläre Kettenbruch der Kreiszahl beginnt so:
{\displaystyle \pi =3+{\frac {1}{7+{\frac {1}{15+{\frac {1}{1+{\frac {1}{292+{\frac {1}{1+{\frac {1}{1+\ddots }}}}}}}}}}}}}
Eine mit der regulären Kettenbruchentwicklung verwandte Entwicklung von {\displaystyle \pi } ist diejenige als negativ-regelmäßiger Kettenbruch (Folge A280135 in OEIS):
{\displaystyle \pi =4-{\frac {1}{2-{\frac {1}{2-{\frac {1}{2-{\frac {1}{2-{\frac {1}{2-{\frac {1}{2-{\frac {1}{17-{\frac {1}{294-\ddots }}}}}}}}}}}}}}}}}
Anders als bei der Eulerschen Zahl {\displaystyle e} konnten bislang (2000) bei der regulären Kettenbruchdarstellung von {\displaystyle \pi } keine Muster oder Gesetzmäßigkeiten festgestellt werden.
Jedoch gibt es nicht-reguläre Kettenbruchdarstellungen von {\displaystyle \pi }, bei denen einfache Gesetzmäßigkeiten erkennbar sind:
{\displaystyle \pi =3+{\frac {1^{2}}{\scriptstyle 6+{\frac {3^{2}}{6+{\frac {5^{2}}{6+{\frac {7^{2}}{6+{\frac {9^{2}}{6+{\frac {11^{2}}{6+\ddots }}}}}}}}}}}}={\frac {4}{1+{\frac {1^{2}}{2+{\frac {3^{2}}{2+{\frac {5^{2}}{2+{\frac {7^{2}}{2+{\frac {9^{2}}{2+\ddots }}}}}}}}}}}}={\frac {4}{\scriptstyle 1+{\frac {1^{2}}{3+{\frac {2^{2}}{5+{\frac {3^{2}}{7+{\frac {4^{2}}{9+{\frac {5^{2}}{11+\ddots }}}}}}}}}}}}}

### Näherungsbrüche der Kreiszahl
Aus ihrer regulären Kettenbruchdarstellung ergeben sich als beste Näherungsbrüche der Kreiszahl (Zähler-Folge A002485 in OEIS bzw. Nenner-Folge A002486 in OEIS) die folgenden:
| Nähe- rung                               | Kettenbruch                                                                          | Näherungs- bruch                                  | Dezimaldarstellung (erste abweichende Ziffer in rot)                                         | Absoluter Fehler mittels Umfangsberechnung eines Kreises mit 1000 km Durchmesser |
| ---------------------------------------- | ------------------------------------------------------------------------------------ | ------------------------------------------------- | -------------------------------------------------------------------------------------------- | -------------------------------------------------------------------------------- |
| {\displaystyle {\frac {m_{0}}{n_{0}}}}   | {\displaystyle [3]}                                                                  | {\displaystyle {\frac {3}{1}}}                    | {\displaystyle 3{,}{\color {red}0}}                                                          | −141,59 km                                                                       |
| {\displaystyle {\frac {m_{1}}{n_{1}}}}   | {\displaystyle [3;7]}                                                                | {\displaystyle {\frac {22}{7}}}                   | {\displaystyle 3{,}14{\color {red}2\ldots }}                                                 | +1,26 km                                                                         |
| {\displaystyle {\frac {m_{2}}{n_{2}}}}   | {\displaystyle [3;7,15]}                                                             | {\displaystyle {\frac {333}{106}}}                | {\displaystyle 3{,}1415{\color {red}0\ldots }}                                               | −83,22 m                                                                         |
| {\displaystyle {\frac {m_{3}}{n_{3}}}}   | {\displaystyle [3;7,15,1]}                                                           | {\displaystyle {\frac {355}{113}}}                | {\displaystyle 3{,}14159\,2{\color {red}9\ldots }}                                           | +26,68 cm (relativer Fehler +0,2668 ppm)                                         |
| {\displaystyle {\frac {m_{4}}{n_{4}}}}   | {\displaystyle [3;7,15,1,292]}                                                       | {\displaystyle {\frac {103993}{33102}}}           | {\displaystyle 3{,}14159\,2653{\color {red}0\ldots }}                                        | −0,58 mm                                                                         |
| {\displaystyle {\frac {m_{5}}{n_{5}}}}   | {\displaystyle [3;7,15,1,292,1]}                                                     | {\displaystyle {\frac {104348}{33215}}}           | {\displaystyle 3{,}14159\,2653{\color {red}9\ldots }}                                        | +0,33 mm                                                                         |
| {\displaystyle \vdots }                  |                                                                                      |                                                   |                                                                                              |                                                                                  |
| {\displaystyle {\frac {m_{10}}{n_{10}}}} | {\displaystyle [3;7,15,1,292,1,1,1,2,1,3]}                                           | {\displaystyle {\frac {4272943}{1360120}}}        | {\displaystyle 3{,}14159\,26535\,89{\color {red}3\ldots }}                                   | −0,4 µm (Wellenlänge blauen Lichts)                                              |
| {\displaystyle \vdots }                  |                                                                                      |                                                   |                                                                                              |                                                                                  |
| {\displaystyle {\frac {m_{20}}{n_{20}}}} | {\displaystyle [3;7,15,1,292,1,1,1,2,1,} {\displaystyle \;\;3,1,14,2,1,1,2,2,2,2,1]} | {\displaystyle {\frac {21053343141}{6701487259}}} | {\displaystyle 3{,}14159\,26535\,89793} {\displaystyle \;\;\,23846\,2{\color {red}3\ldots }} | −2,6 · 10−16 m (kleiner als ein Proton)                                          |

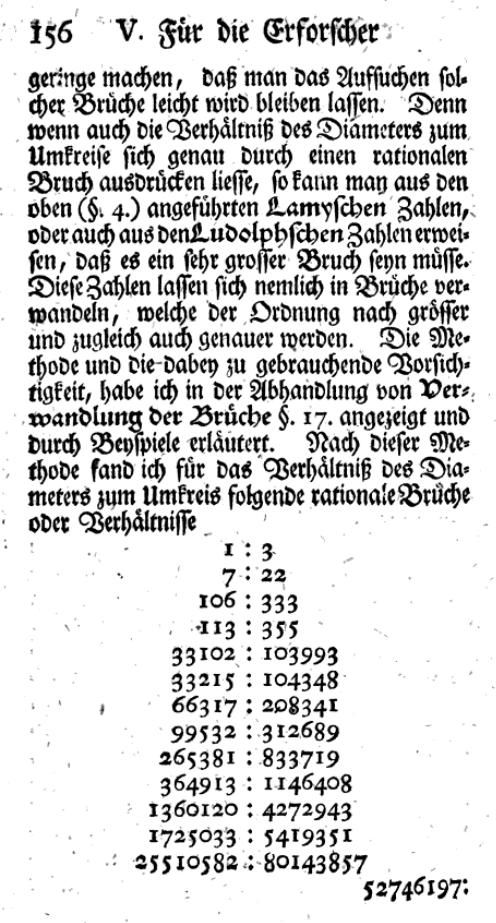
Lambert publizierte einige Näherungsbrüche der Kreiszahl und sagte voraus, dass ein exakter Bruch, wenn er denn existiere, sehr „groß“ sein (also aus großem Zähler und Nenner bestehen) müsse.

Der absolute Fehler in der Praxis wird dabei schnell vernachlässigbar: Mit der 20. Näherung {\displaystyle {\tfrac {m_{20}}{n_{20}}}} stimmen 21 Nachkommastellen mit denen der Kreiszahl {\displaystyle \pi } überein. Mit diesem Näherungsbruch wäre erst der Umfang eines Kreises von etwa 3,8 Billiarden Kilometer Durchmesser (das entspricht der Entfernung zum Polarstern) um einen Millimeter falsch (nämlich zu kurz) berechnet.
Der exakte Wert des Irrationalitätsmaßes von {\displaystyle \pi }, also wie gut sich die Kreiszahl von rationalen Zahlen approximieren lässt, ist jedoch bis jetzt nicht bekannt.

#### Praktische Anwendung
- Beispiel in der Programmiersprache Forth

### Sphärische Geometrie
In der Kugelgeometrie ist der Begriff Kreiszahl ungebräuchlich, da für Kreise auf einer Kugeloberfläche das Verhältnis von Umfang zu Durchmesser (stets ein Kreisbogen, siehe Rolle der Geraden) von deren Größe abhängig und kleiner als {\displaystyle \pi } ist (Für einen Großkreis ist das Verhältnis genau {\displaystyle 2}, nur für infinitesimale kleine Kreise beträgt der Wert {\displaystyle \pi }). Für einen Kreis mit einem sehr viel kleineren Durchmesser als dem der Kugel, auf deren Oberfläche er „gezeichnet“ wird, ist die Krümmung der Kugelfläche gegenüber der euklidischen Kreisebene meist vernachlässigbar klein (So beträgt für einen Kreis mit 1 m Durchmesser auf der kugeligen Erdoberfläche der Fehler etwa {\displaystyle 10^{-15}}), bei größeren Kreisen und/oder hoher Präzisionsanforderung muss sie berücksichtigt werden.

### Normalität
Es ist ungeklärt, ob {\displaystyle \pi } eine normale Zahl ist, das heißt, ob ihre binäre (oder jede andere n-äre) Zahlendarstellung jede mögliche endliche Binär- bzw. sonstige Zifferngruppe gleichermaßen enthält – so wie es die Statistik erwarten ließe, wenn man eine Zahl vollkommen nach dem Zufall erzeugte. Umgekehrt wäre es beispielsweise auch denkbar, dass irgendwann nur noch zwei Ziffern in unregelmäßiger Folge auftreten.
Wenn {\displaystyle \pi } eine normale Zahl ist, dann enthält ihre (nur theoretisch mögliche) vollständige Stellenwertdarstellung alle nur denkbaren Muster, zum Beispiel sämtliche bisher und zukünftig geschriebenen Bücher in codierter Binärform (analog zum Infinite-Monkey-Theorem).
Bailey und Crandal zeigten im Jahr 2000 mit der Bailey-Borwein-Plouffe-Formel, dass die Normalität von {\displaystyle \pi } zur Basis 2 auf eine Vermutung der Chaostheorie reduziert werden kann.
Physiker der Purdue-Universität haben im Jahre 2005 die ersten 100 Millionen Dezimalstellen von {\displaystyle \pi } auf ihre Zufälligkeit hin untersucht und mit kommerziellen Zufallszahlengeneratoren verglichen. Der Forscher Ephraim Fischbach und sein Mitarbeiter Shu-Ju Tu konnten dabei keinerlei verborgene Muster in der Zahl {\displaystyle \pi } entdecken. Demnach sei nach Ansicht Fischbachs die Zahl {\displaystyle \pi } tatsächlich eine gute Quelle für Zufälligkeit. Allerdings schnitten einige Zufallszahlengeneratoren noch besser als {\displaystyle \pi } ab.

#### Feynman-Punkt
Die auffälligste und bekannteste „Unzufälligkeit“ in den ersten 1000 Dezimalstellen ist der Feynman-Punkt, eine Folge von sechs Neunen ab der 762. Stelle. Das wirkt deshalb erstaunlich, weil es unter den ersten 1000 Dezimalstellen nur fünf genaue Dreifachfolgen und überhaupt keine genauen Vier- oder Fünffachfolgen gibt. Die zweite Sechsfachfolge beginnt an der 193034. Dezimalstelle und besteht wieder aus Neunen.

## Entwicklung von Berechnungsverfahren
Die Notwendigkeit, den Umfang eines Kreises aus seinem Durchmesser zu ermitteln oder umgekehrt, stellt sich im ganz praktischen Alltag: Man braucht solche Berechnungen zum Beschlagen eines Rades, zum Einzäunen runder Gehege, zum Berechnen der Fläche eines runden Feldes oder des Rauminhalts eines zylindrischen Getreidespeichers. Daher suchten Buchhalter und Wissenschaftler, vor allem Mathematiker und Astronomen, seit der Antike nach immer genaueren Näherungswerten für die Kreiszahl. Wesentliche Beiträge lieferten etwa ägyptische, babylonische und griechische Wissenschaftler, im Mittelalter vor allem chinesische und persische Wissenschaftler, in der Neuzeit französische, englische, schottische, deutsche und schweizerische Wissenschaftler. In der jüngeren Geschichte gerieten die Bestrebungen zur größtmöglichen Annäherung an {\displaystyle \pi } phasenweise zu einer regelrechten Rekordjagd, die zuweilen skurrile und auch aufopfernde Züge annahm.

### Erste Näherungen
Die Babylonier benutzten ca. 1900–1600 v. Chr. die wahrscheinlich älteste {\displaystyle \pi }-Näherung. Hervor geht dies aus einer 1936 ausgegrabenen Tontafel. Der darin ersichtliche Ansatz – umgerechnet aus dem verwendeten Zahlensystem zur Basis 60 – war:
Der Umfang eines einbeschriebenen Sechsecks {\displaystyle (3d)} ist {\displaystyle {\tfrac {24}{25}}=0{,}96}-mal so groß wie der Umfang des umschreibenden Kreises.
Mit Berücksichtigung des Zahlensystems zur Basis 60 gilt im Einheitskreis {\displaystyle r=1}:
{\displaystyle \pi \approx {\frac {3}{{\frac {57}{60}}+{\frac {36}{3600}}}}=3+{\frac {1}{8}}=3{,}125=\pi -0{,}0165\ldots }
Oder einfach nur {\displaystyle 3}, solange dessen Abweichung von gut {\displaystyle 4{,}5\ \%} nicht ins Gewicht fiel.
Das älteste bekannte Rechenbuch der Welt, der altägyptische Papyrus Rhind aus der Mitte des 16. Jahrhunderts v. Chr., nennt den Wert
{\displaystyle \left({\frac {16}{9}}\right)^{2}=3{,}16049\ldots =\pi +0{,}0189\ldots }
was vom tatsächlichen Wert nur um rund {\displaystyle 0{,}60\ \%} abweicht. Dieser Wert wurde gefunden (siehe Bild), als die Annäherung des Flächeninhalts eines Kreises über ein unregelmäßiges Achteck zu einem Quadrat (rot) mit nahezu gleichem Flächeninhalt führte. Bei einem Kreis mit Durchmesser {\displaystyle d=2} ist der Flächeninhalt dieses Quadrats
{\displaystyle \left({\frac {8}{9}}\cdot 2\right)^{2}={\frac {256}{81}}=3{,}16049\ldots =\pi +0{,}0189\ldots }
Der Wert {\displaystyle 3} findet sich auch in der biblischen Beschreibung des Wasserbeckens, das für den Jerusalemer Tempel geschaffen wurde:

„Dann machte er das Meer. Es wurde aus Bronze gegossen und maß 10 Ellen von einem Rand zum anderen; es war völlig rund und 5 Ellen hoch. Eine Schnur von 30 Ellen konnte es rings umspannen.“

Die Inder nahmen um 800 v. Chr. für die Kreiszahl den Wert aus der Baudhayana-Sulbasutra. Die Sulbasutras (Schnurregeln) enthalten alle eine Methode zur Quadratur des Kreises.
Bei einem Kreis (siehe Bild) mit Durchmesser {\displaystyle d=2} ist der Flächeninhalt des Quadrats (rot)
{\displaystyle \left({\frac {13}{15}}\cdot 2\right)^{2}={\frac {676}{225}}=3{,}00{\overline {4}}=\pi -0{,}1371\ldots }

### Archimedes von Syrakus

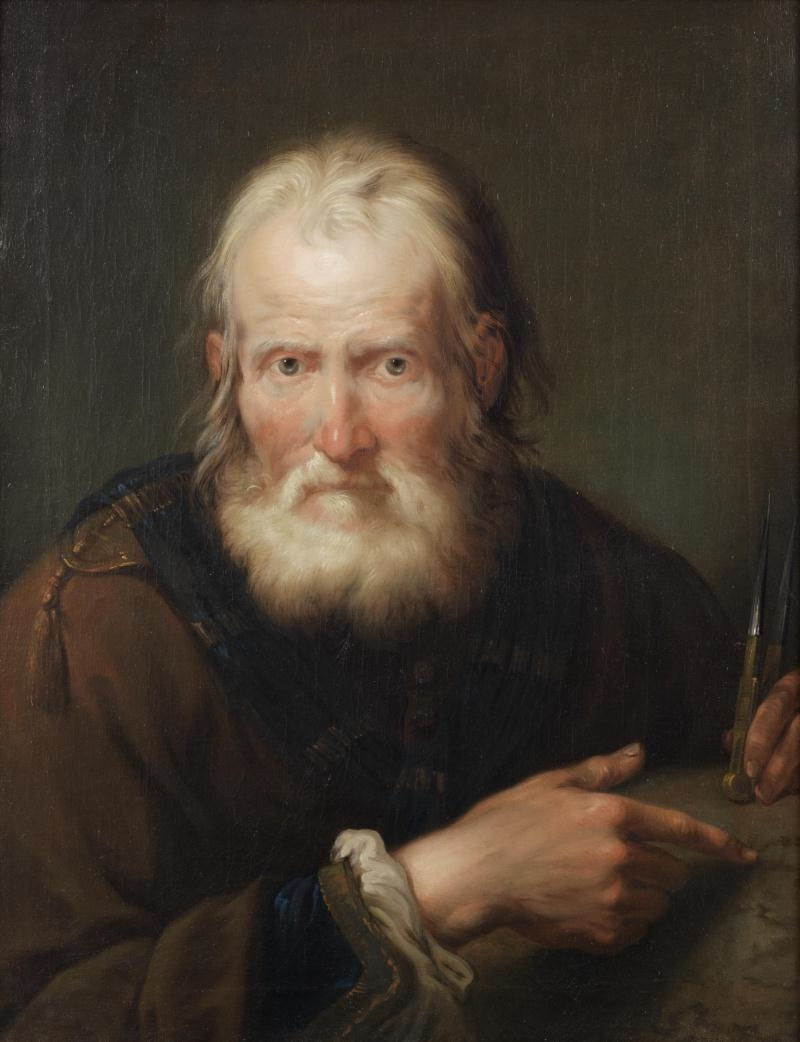
Archimedes
Giuseppe Nogari (1699–1766)

Die Flächensumme der Möndchen des Hippokrates (dunkelgrau) entspricht der Fläche des rechtwinkligen Dreiecks.

In der Zeit des griechischen Mathematikers Archimedes (3. Jahrhundert v. Chr.) war es noch nicht möglich festzustellen, ob {\displaystyle \pi } eine rationale oder irrationale Zahl ist. Zwar war den griechischen Philosophen mit der Irrationalität von {\displaystyle {\sqrt {2}}} die Existenz derartiger Zahlen bekannt, dennoch gab es keinen Grund, bei einem Kreis von vornherein eine rationale Darstellbarkeit der Flächenberechnung auszuschließen. Denn es gibt durchaus allseitig krummlinig begrenzte Flächen, die sich als rationale Zahl darstellen lassen, sogar von Kreisteilen eingeschlossene wie die Möndchen des Hippokrates. Dies galt als Beispiel für eine rationale Darstellbarkeit von Kreisausschnitten, weshalb es lange für möglich gehalten wurde, dass auch die Kreiszahl selbst rational ist.

#### Annäherung durch Vielecke
Archimedes gelang es um 250 v. Chr. in seinem Werk Die Kreismessung, die Kreiszahl mathematisch einzugrenzen, d. h., eine Ober- und Unterschranke anzugeben. Hierzu näherte er sich wie auch andere Mathematiker mit regelmäßigen Vielecken dem Kreis an, um Näherungswerte für {\displaystyle \pi } zu gewinnen. Mit umbeschriebenen und einbeschriebenen Vielecken, beginnend bei Sechsecken, durch wiederholtes Verdoppeln der Eckenzahl bis zu 96-Ecken, berechnete er obere und untere Schranken für den Kreisumfang. Er kam zu der Abschätzung, dass das gesuchte Verhältnis etwas kleiner als {\displaystyle 3+{\tfrac {10}{70}}} sein müsse, jedoch größer als {\displaystyle 3+{\tfrac {10}{71}}}:
{\displaystyle 3{,}1408450\approx 3+{\frac {10}{71}}<\pi <3+{\frac {10}{70}}\approx 3{,}1428571}

Annäherung an einen Kreis durch Um- und Einbeschreiben von Fünfecken, Sechsecken und Achtecken

Laut Heron besaß Archimedes eine noch genauere Abschätzung, die aber falsch überliefert ist:
{\displaystyle 3+{\frac {9552}{67441}}<\pi <3+{\frac {10835}{62351}}\quad (3{,}1416349<\pi <3{,}1737743)}
Wilbur Knorr korrigierte zu:
{\displaystyle 3+{\frac {8915}{62991}}<\pi <3+{\frac {9552}{67441}}\quad (3{,}1415281<\pi <3{,}1416349)}
In den westlichen Kulturen stellten diese Berechnungen von Archimedes über eine sehr lange Zeit – wie in manchen anderen gesellschaftlichen und kulturellen Bereichen auch – den Status quo in Bezug auf die Genauigkeit der Kenntnis von {\displaystyle \pi } dar. Erst im 16. Jahrhundert erwachte das Interesse wieder.

#### Näherung für den praktischen Alltag
Handwerker benutzten in dieser Zeit – und bis vor Rechenschieber und Taschenrechner – die Näherung Archimedes
{\displaystyle {\frac {22}{7}}=3{,}142857\ldots =\pi +0{,}0012\ldots }
und errechneten damit vieles im Kopf. Der Fehler gegenüber {\displaystyle \pi } beträgt etwa {\displaystyle 0{,}04\ \%}. In den meisten Fällen liegt das innerhalb der möglichen Fertigungsgenauigkeit und ist damit völlig ausreichend. Die Näherung ist anders formuliert Teil der oben beschriebenen Abschätzung {\displaystyle 3+{\tfrac {10}{70}}}.

### 3.bis 15.Jahrhundert
Fortschritte in der Annäherung an {\displaystyle \pi } erzielten in der Zeit des 3. bis 15. Jahrhunderts vor allem chinesische und persische Wissenschaftler.
Im dritten Jahrhundert bestimmte Liu Hui aus dem 192-Eck die Schranken {\displaystyle 3{,}141024} und {\displaystyle 3{,}142704} sowie später aus dem 3072-Eck den Näherungswert {\displaystyle 3{,}1416}.
Um 480 berechnete der chinesische Mathematiker und Astronom Zu Chongzhi (429–500) für die Kreiszahl {\displaystyle 3{,}1415926<\pi <3{,}1415927}. „Dieses Intervall war mit seinen 7 genauen Nachkommastellen 800 Jahre lang Weltrekord. Von ihm stammt auch der fast genauso gute Näherungsbruch“
{\displaystyle {\begin{aligned}{\frac {355}{113}}&=3{,}1415929\ldots =\pi +0{,}000000266\ldots \\&=3+{\frac {1}{7+{\frac {1}{15+{\frac {1}{1}}}}}}=[3;7,15,1]\\\end{aligned}}}
Immerhin sind sechs Nachkommastellen gleich mit denen in {\displaystyle \pi }. Es ist der dritte Näherungsbruch der Kettenbruchentwicklung von {\displaystyle \pi } (siehe hierzu auch Abschnitt Kettenbruchentwicklungen), der in Europa erst im 16. Jahrhundert gefunden wurde (Adriaan Metius, deshalb auch Metius-Wert genannt).
Der indische Mathematiker und Astronom Aryabhata beschreibt 499 in seinem Werk Aryabhatiya seine Formel bezüglich Verhältnis des Kreisumfangs zum Durchmesser:
Freie Übersetzung:

“Addiere 4 zu 100, multipliziere die Summe mit 8 und addiere 62.000. Das Ergebnis ist ungefähr der Umfang eines Kreises mit einem Durchmesser von 20.000.”

{\displaystyle {\frac {62832}{20000}}=3{,}1416=\pi +0{,}00000734\ldots }.
Das Ergebnis liegt nur um rund {\displaystyle 0{,}00023\ \%} zu hoch.
Um 650 entdeckte der Hindu Brahmagupta, dass von den regelmäßigen Vielecken mit 12, 24, 48 und 96 Ecken mit einem Durchmesser {\displaystyle d=10} die Umfänge folgende (gerundete) Werte aufweisen: {\displaystyle {\sqrt {965}},\;{\sqrt {981}},\;{\sqrt {986}}} und {\displaystyle {\sqrt {987}}.} Er folgerte daraus, dass durch fortgesetzter Verdoppelung der Seitenzahlen, der Wert des Umfangs nach {\displaystyle {\sqrt {1000}}} (richtig ist allerdings {\displaystyle {\sqrt {986{,}96\ldots }}}) streben könnte. Deshalb „erfand“ er den Wert:

Zhao Youqins Algorithmus zur Berechnung von, nach dem Quadrat die 2. Iteration zum 16-Eck, darin ist die Seitenlänge, die Länge des Kreisabschnitts und.

{\displaystyle {\frac {\sqrt {1000}}{10}}={\sqrt {10}}=3{,}16227\ldots =\pi +0{,}0206\ldots }.
Im 14. Jahrhundert berechnete Zhao Youqin die Kreiszahl über ein 16384-Eck und erhielt für den Kreisumfang den Wert {\displaystyle 3{,}141592\ldots }, das heißt, sechs Nachkommastellen gleichen denen von {\displaystyle \pi }. Das nebenstehende Bild zeigt prinzipiell Zhao Youqins Algorithmus zur Berechnung von {\displaystyle \pi .} Die Ausgangsfigur ist ein von einem Kreis einbeschriebenes Quadrat. Um die Seitenlänge {\displaystyle a} eines 16384-Ecks zu bestimmen, musste Zhao Youqin, beginnend beim Quadrat, zwölf {\displaystyle (4\cdot 2^{12}=16384)} Mittelpunktswinkel {\displaystyle \mu } halbieren (Iterationen). Die Vermutung liegt nahe, dass Zhao Youqin bei der Berechnung den Kreisabschnitt und den Satz des Pythagoras nutzte. Die trigonometrischen Tabellen für Sinus und Kosinus wurden erst etwa 100 Jahre später von Georg von Peuerbach und Regiomontanus erstellt. Aufgrund dessen lässt sich heute die von Zhao Youqin gefundene {\displaystyle \pi }-Näherung {\displaystyle 3{,}141592} einfach überprüfen. Zuerst ist die Seitenlänge {\displaystyle a} des 16384-Ecks zu bestimmen, anschließend wird der Flächeninhalt des 16384-Eck ermittelt und mit dem Flächeninhalt {\displaystyle A} des Kreises mit Radius {\displaystyle r\;=1\;({\widehat {=}}\;\pi )} verglichen.
{\displaystyle {\begin{aligned}a_{16384}&=2\cdot \sin {\frac {\mu }{2}}=2\cdot \sin \left({\frac {\frac {360^{\circ }}{16384}}{2}}\right)=0{,}000383495194\ldots \\A_{16384}&={\frac {n\ \!a^{2}}{4}}\cdot \cot {\frac {\pi }{n}}={\frac {16384\cdot 0{,}000383495194^{2}}{4}}\cdot \cot {\frac {180^{\circ }}{16384}}\\[0.7ex]&=3{,}141592{\color {red}566}\ldots \end{aligned}}}
Die Nachrechnung zeigt ebenfalls: 6 Nachkommastellen sind gleich denen von {\displaystyle \pi .}
Im Jahr 1424 erbrachte Dschamschid Masʿud al-Kaschi (al-Kaschi) mit seinem abgeschlossenen Werk „Abhandlung über den Kreis“ eine beachtenswerte Leistung. Darin zeigt er u. a. eine Berechnung des Kreisumfangs {\displaystyle 2\pi }. Sein Ansatz war ein regelmäßiges Vieleck mit einem Umkreisradius {\displaystyle r=60} und die Seitenlänge kleiner als {\displaystyle {\tfrac {8}{60^{4}}}}. So kam er auf das regelmäßige Vieleck mit {\displaystyle 3\cdot 2^{28}} gleich {\displaystyle 805306368} Seiten. Im Sexagesimalsystem ausgedrückt ist dies ein 1,2,8,16,12,48-Eck. Al-Kaschi führte die Berechnungen mit dem Sexagesimalsystem (zur Basis 60) durch sowie erstmalig in der islamischen Mathematik mit Dezimalbrüchen. Der Zeitaufwand dafür muss – aus heutiger Sicht – extrem hoch gewesen sein, die dafür erforderlichen trigonometrischen Tabellen für Sinus und Kosinus von Georg von Peuerbach (1423–1461) und Regiomontanus erstellt, standen – wie bereits weiter oben erwähnt – noch nicht zur Verfügung.
Mit den heute vorhandenen Mitteln ist es einfach, zuerst die Seitenlänge {\displaystyle a_{\mathrm {Vieleck} }} und dann den doppelten Flächeninhalt {\displaystyle 2\cdot A_{\mathrm {Vieleck} }} des Vielecks zu bestimmen. Abschließend wird der doppelte Flächeninhalt des Vielecks mit dem Kreisumfang des Einheitskreises {\displaystyle r\;=1\;({\widehat {=}}\;2\pi )}
verglichen.
{\displaystyle {\begin{aligned}a_{\mathrm {Vieleck} }\;&=2\cdot \sin {\frac {\mu }{2}}=2\cdot \sin \left({\frac {\frac {360^{\circ }}{3\cdot 2^{28}}}{2}}\right)=7{,}80222\,97560\,91518\,279\cdot 10^{-9}\ldots \\2\cdot A_{\mathrm {Vieleck} }&={\frac {n\ \!a^{2}}{2}}\cdot \cot {\frac {\pi }{n}}={\frac {3\cdot 2^{28}\cdot \left(7{,}80222\,97560\,91518\,279\cdot 10^{-9}\right)^{2}}{2}}\cdot \cot {\frac {180^{\circ }}{3\cdot 2^{28}}}\\[0.7ex]&=6{,}28318\,53071\,79586\,4{\color {red}13}\ldots .\end{aligned}}}
Das Nachrechnen mit 18 Dezimalstellen der berechneten Seitenlänge {\displaystyle a_{\mathrm {Vieleck} }} liefert sogar 16 Nachkommastellen gleich denen von {\displaystyle 2\pi .} Der überlieferte Näherungswert {\displaystyle 6{,}28318\,53071\,79586\,{\color {red}5}} (15 gleiche Nachkommastellen) konnte erst 1596 von Ludolph van Ceulen (im Folgenden beschrieben) deutlich verbessert werden.

### 16.bis 19.Jahrhundert

#### Allgemeiner Verlauf

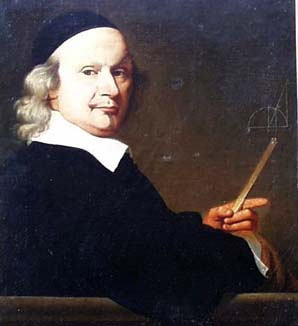
John Wallis

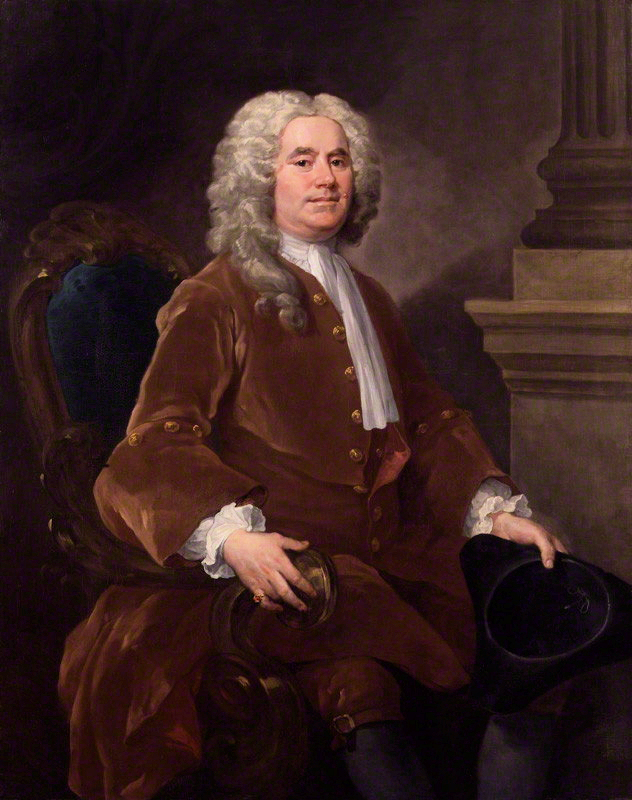
William Jones bezeichnete 1706, wie zuvor William Oughtred 1647, die Kreiszahl mit

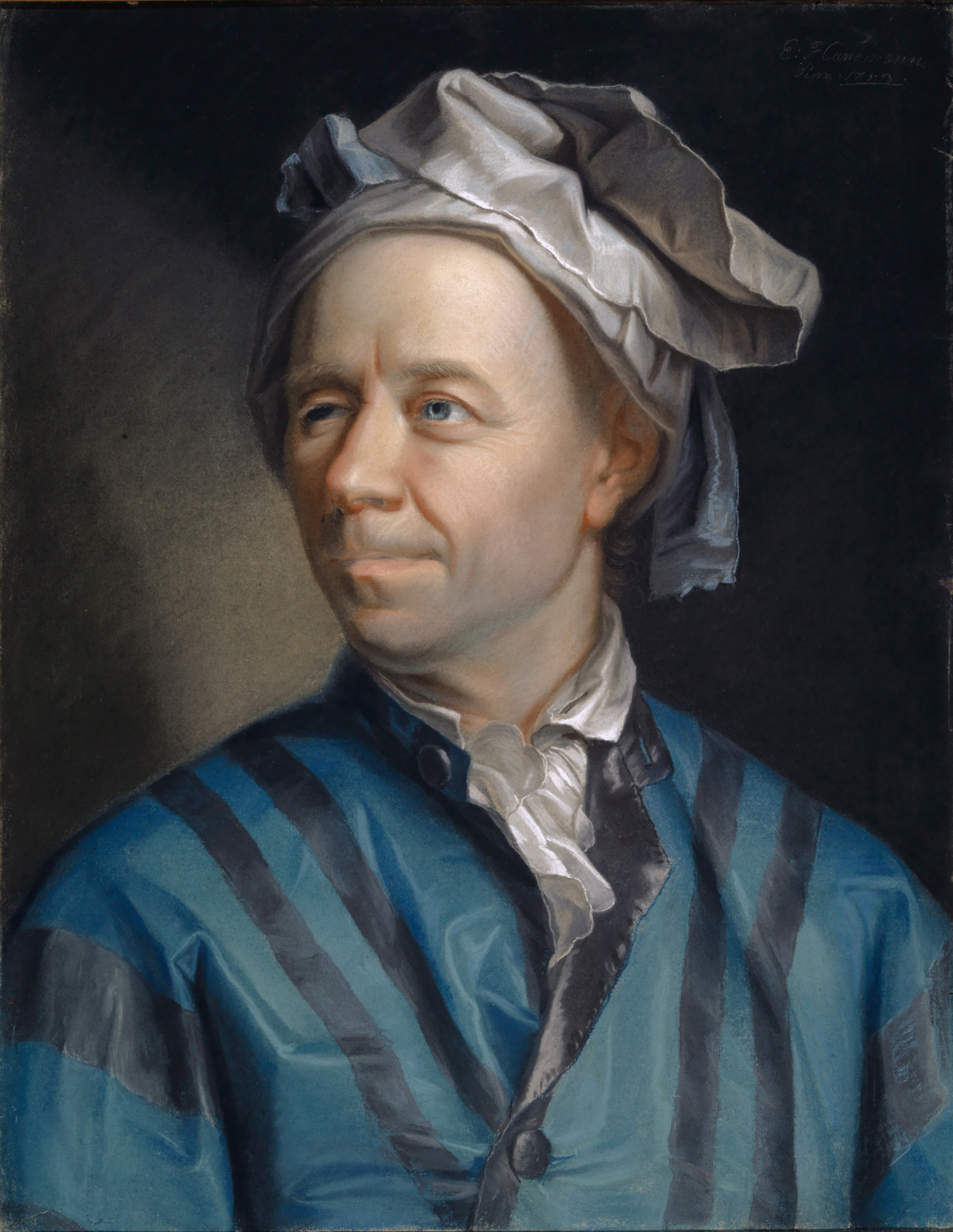
Leonhard Euler (Pastell von Emanuel Handmann, 1753)

In Europa gelang es Ludolph van Ceulen 1596, die ersten 35 Dezimalstellen von {\displaystyle \pi } zu berechnen. Angeblich opferte er 30 Jahre seines Lebens für diese Berechnung. Van Ceulen steuerte allerdings noch keine neuen Gedanken zur Berechnung bei. Er rechnete einfach nach der Methode des Archimedes weiter, aber während Archimedes beim 96-Eck aufhörte, setzte Ludolph die Rechnungen bis zum einbeschriebenen {\displaystyle 2^{62}}-Eck fort.
Der französische Mathematiker François Viète variierte 1593 die Archimedische Exhaustionsmethode, indem er den Flächeninhalt eines Kreises durch eine Folge einbeschriebener {\displaystyle 2^{n}}-Ecke annäherte. Daraus leitete er als Erster eine geschlossene Formel für {\displaystyle \pi } in Form eines unendlichen Produktes ab:
{\displaystyle {\frac {2}{\pi }}={\frac {\sqrt {2}}{2}}\cdot {\frac {\sqrt {2+{\sqrt {2}}}}{2}}\cdot {\frac {\sqrt {2+{\sqrt {2+{\sqrt {2}}}}}}{2}}\cdot \dots }
{\displaystyle {\frac {\pi }{2}}={\frac {2}{1}}\cdot {\frac {2}{3}}\cdot {\frac {4}{3}}\cdot {\frac {4}{5}}\cdot {\frac {6}{5}}\cdot {\frac {6}{7}}\cdot {\frac {8}{7}}\cdot {\frac {8}{9}}\cdot \dots }
Der englische Mathematiker John Wallis, der 1655 das nach ihm benannte wallissche Produkt entwickelte, zeigte im gleichen Jahr die Viète-Reihe Lord Brouncker, dem ersten Präsidenten der „Royal Society“, der die Gleichung als Kettenbruch wie folgt darstellte:
{\displaystyle {\frac {4}{\pi }}=1+{\frac {1^{2}}{2+\textstyle {\frac {3^{2}}{2+\textstyle {\frac {5^{2}}{2+\textstyle {\frac {7^{2}}{2+\textstyle {\frac {9^{2}}{\;\,\ddots }}}}}}}}}}}
Gottfried Wilhelm Leibniz steuerte 1682 folgende Reihendarstellung bei:
{\displaystyle {\frac {\pi }{4}}=\sum _{n=0}^{\infty }{\frac {(-1)^{n}}{2n+1}}={\frac {1}{1}}-{\frac {1}{3}}+{\frac {1}{5}}-{\frac {1}{7}}+{\frac {1}{9}}\mp \dotsb }
Siehe auch Kreiszahlberechnung nach Leibniz.
Diese war indischen Mathematikern bereits im 15. Jahrhundert bekannt. Leibniz entdeckte sie für die europäische Mathematik neu und bewies die Konvergenz dieser unendlichen Summe. Die obige Reihe ist wegen {\displaystyle \arctan 1={\tfrac {\pi }{4}}} auch ein Spezialfall ({\displaystyle \theta =1}) der Reihenentwicklung des Arkustangens, die der indische Mathematiker Madhava um ca. 1400 fand und auf die der schottische Mathematiker James Gregory in den 1670er Jahren zurückkam:
{\displaystyle \arctan \theta ={\frac {\theta ^{1}}{1}}-{\frac {\theta ^{3}}{3}}+{\frac {\theta ^{5}}{5}}-{\frac {\theta ^{7}}{7}}\pm \dotsb }
Sie war in der Folgezeit Grundlage vieler Approximationen von {\displaystyle \pi }, die alle lineare Konvergenzgeschwindigkeit haben.
Im Jahr 1706 beschrieb William Jones in seinem Werk Synopsis palmariorum matheseos die von ihm entwickelte Reihe, mit der er 100 Nachkommastellen von {\displaystyle \pi } bestimmte.
„Let {\displaystyle \,\alpha =2{\sqrt {3}}}.  [ … ]  Then {\displaystyle \pi =\alpha -{\frac {1}{3}}{\frac {3\alpha }{9}}+{\frac {1}{5}}{\frac {\alpha }{9}}-{\frac {1}{7}}{\frac {3\alpha }{9^{2}}}+{\frac {1}{9}}{\frac {\alpha }{9^{2}}}-{\frac {1}{11}}{\frac {3\alpha }{9^{3}}}+{\frac {1}{13}}{\frac {\alpha }{9^{3}}}}, &c.“
was auf der Reihenentwicklung von {\displaystyle \arctan {\tfrac {1}{\sqrt {3}}}=30^{\circ }} beruht und aus der sich {\displaystyle \ \pi =6\arctan {\tfrac {1}{\sqrt {3}}}={\tfrac {6}{\sqrt {3}}}\sum _{k=0}^{\infty }{\tfrac {(-1)^{k}}{(2k+1)3^{k}}}=2{\sqrt {3}}\ \sum _{k=0}^{\infty }{\tfrac {1}{(4k+1)9^{k}}}-{\tfrac {3}{(4k+3)9^{k+1}}}\ } ergibt.
Im selben Jahr 1706 berechnete John Machin mit seiner Formel
{\displaystyle {\frac {\pi }{4}}=4\arctan {\frac {1}{5}}-\arctan {\frac {1}{239}}}
gleichfalls die ersten 100 Dezimalstellen von {\displaystyle \pi }. Die Formel ist über das Additionstheorem des Arkustangens zu gewinnen – oder gleichwertig durch Betrachtung der komplexen Zahl, bestehend aus Potenzen ganzzahliger, so genannter Gaußscher Zahlen, mit ganzzahligen Exponenten
{\displaystyle (5+\mathrm {i} )^{4}\cdot (239-\mathrm {i} )=114244+114244\;\mathrm {i} =(1+\mathrm {i} )\cdot 114244}
und dem Argumentwert; {\displaystyle \arg(1+\mathrm {i} )={\tfrac {\pi }{4}}}.
Im Laufe der Zeit wurden viele Formeln dieser Art gefunden. Eine Formel mit sehr guter Konvergenz der taylorschen Reihen stammt von Carl Størmer (1896):
{\displaystyle {\frac {\pi }{4}}=44\,\arctan {\frac {1}{57}}+7\,\arctan {\frac {1}{239}}-12\,\arctan {\frac {1}{682}}+24\,\arctan {\frac {1}{12943}}},
welche gleichbedeutend damit ist, dass Real- und Imaginärteil der Gaußschen Zahl
{\displaystyle (57+\mathrm {i} )^{44}\cdot (239+\mathrm {i} )^{7}\cdot (682-\mathrm {i} )^{12}\cdot (12943+\mathrm {i} )^{24}=(1+\mathrm {i} )\cdot n} mit {\displaystyle n\in \mathbb {Z} }
gleich sind.
Leonhard Euler führte in seiner im Jahre 1748 erschienenen Introductio in analysin infinitorum im ersten Bande {\displaystyle \pi } bereits auf 148 Stellen genau an. Von Euler entdeckte Formeln (siehe auch Riemannsche ζ-Funktion):
{\displaystyle \zeta (2)={\frac {1}{1^{2}}}+{\frac {1}{2^{2}}}+{\frac {1}{3^{2}}}+{\frac {1}{4^{2}}}+\dotsb ={\frac {\pi ^{2}}{6}}\quad \leftrightarrow \quad \sum _{n=1}^{\infty }{\frac {1}{n^{2}}}=\sum _{n=1}^{\infty }n^{(-2)}={\frac {\pi ^{2}}{6}}}

{\displaystyle \zeta (4)={\frac {\pi ^{4}}{90}},\quad \zeta (6)={\frac {\pi ^{6}}{945}},\quad \dotsc }
{\displaystyle {\frac {\pi ^{2}}{8}}={\frac {1}{1^{2}}}+{\frac {1}{3^{2}}}+{\frac {1}{5^{2}}}+{\frac {1}{7^{2}}}+{\frac {1}{9^{2}}}+\dotsb }
{\displaystyle {\frac {\pi -3}{4}}={\frac {1}{2\cdot 3\cdot 4}}-{\frac {1}{4\cdot 5\cdot 6}}+{\frac {1}{6\cdot 7\cdot 8}}\mp \dotsb }

#### Irrationalität

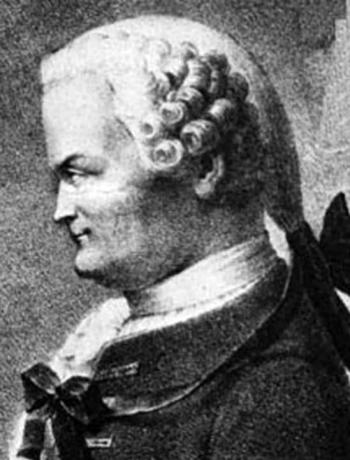
Johann Heinrich Lambert

Johann Heinrich Lambert bewies 1761/1768 die Irrationalität der Kreiszahl. Damit stand erstmalig fest, dass eine exakte oder abschließende Berechnung nicht möglich ist.
1770 publizierte Lambert einen Kettenbruch, der heute meist in der Form
{\displaystyle {\frac {4}{\pi }}=1+{\frac {1^{2}}{3+\textstyle {\frac {2^{2}}{5+\textstyle {\frac {3^{2}}{7+\textstyle {\frac {4^{2}}{9+\textstyle {\frac {5^{2}}{11+\textstyle {\frac {6^{2}}{\;\,\ddots }}}}}}}}}}}}}
geschrieben wird. Bei der Berechnung der Kreiszahl liefert er pro Schritt im Mittel etwa 0,765551 Dezimalstellen, im Vergleich zu anderen Kettenbrüchen relativ viel.

### Numerische Verfahren ab dem 20.Jahrhundert

#### Neue Algorithmen
Im 20. Jahrhundert wurden Iterationsverfahren entwickelt, die eine deutlich effizientere Berechnung „neuer“ Nachkommastellen von {\displaystyle \pi } gestatten.
1914 fand der indische Mathematiker Srinivasa Ramanujan bei Untersuchungen von elliptischen Funktionen und Modulfunktionen die folgende Formel:
{\displaystyle {\frac {1}{\pi }}={\frac {\sqrt {8}}{9801}}\cdot \sum _{k=0}^{\infty }{\frac {(4k)!\cdot (1103+26390k)}{(k!)^{4}\cdot 396^{4k}}}}
Die ersten Iterationen dieses Verfahrens liefern folgende Ergebnisse:
| Iterationen                 | ergibt Ausdruck ({\displaystyle \pi \approx ...})                                                                                        | entspricht dezimal (erste abweichende Ziffern in rot)                                 |
| --------------------------- | --- | ------------------------------------------------------------------------------------- |
| {\displaystyle n=0}         | {\displaystyle {\sqrt {2}}\cdot {\frac {9801}{4412}}}                                                                                    | {\displaystyle 3{,}14159\,2{\color {red}7\ldots }}                                    |
| {\displaystyle n=0\ldots 1} | {\displaystyle {\sqrt {2}}\cdot {\frac {251\;06137\;31736}{113\;01732\;53125}}}                                                          | {\displaystyle 3{,}14159\,26535\,89793\,{\color {red}8\ldots }}                       |
| {\displaystyle n=0\ldots 2} | {\displaystyle {\sqrt {2}}\cdot {\frac {22\;86635\;17236\;79402\;41408}{10\;29347\;47739\;07866\;09545}}}                                | {\displaystyle 3{,}14159\,26535\,89793\,23846\,264{\color {red}9\ldots }}             |
| {\displaystyle n=0\ldots 3} | {\displaystyle {\sqrt {2}}\cdot {\frac {17\;25276\;53289\;78109\;81556\;47891\;53792}{\ \ 7\;76647\;30622\;54307\;01179\;33472\;01855}}} | {\displaystyle 3{,}14159\,26535\,89793\,23846\,26433\,83279\,5{\color {red}5\ldots }} |

Es wird also die Quadratwurzel aus 2 mit immer „längeren“ Näherungsbrüchen multipliziert. Pro Iteration liefert dieses Verfahren etwa 8 weitere korrekte Nachkommastellen.
Diese hocheffizienten Verfahren kamen erst ab 2010 zum Einsatz.
- {\displaystyle {\frac {4}{\pi }}=\sum _{k=0}^{\infty }{\frac {(-1)^{n}(21460k+1123)\cdot (4k)!}{882^{2k+1}(4^{k}k!)^{4}}}}

#### Chudnovsky-Algorithmus
Der 1988 veröffentlichte Chudnovsky-Algorithmus wurde in allen aktuellen Rekordberechnungen eingesetzt. Er wurde aus dem Ramanujan-Ansatz entwickelt, arbeitet jedoch etwa 50 Prozent schneller, und basiert auf der Konvergenz einer verallgemeinerten hypergeometrischen Reihe:
{\displaystyle {\frac {1}{\pi }}={\frac {12}{\sqrt {640320^{3}}}}\sum _{k=0}^{\infty }{\frac {(6k)!\cdot (545140134\,k+13591409)}{(3k)!\cdot (k!)^{3}\cdot (-640320)^{3k}}}}
Eine technische Implementation beider Iterationsverfahren (Ramanujan und Chudnovsky) bietet die Software y-cruncher.

### BBP-Reihen
1995 entdeckte Simon Plouffe zusammen mit Peter Borwein und David Harold Bailey eine neuartige Reihendarstellung für {\displaystyle \pi }:
{\displaystyle \pi =\sum _{k=0}^{\infty }{\dfrac {1}{16^{k}}}\left({\dfrac {4}{8k\!+\!1}}-{\dfrac {2}{8k\!+\!4}}-{\dfrac {1}{8k\!+\!5}}-{\dfrac {1}{8k\!+\!6}}\right)}
Diese Reihe (auch Bailey-Borwein-Plouffe-Formel genannt) ermöglicht es, die {\displaystyle n}-te Stelle einer binären, hexadezimalen oder beliebigen Darstellung zu einer Zweierpotenz-Basis von {\displaystyle \pi } zu berechnen, ohne dass zuvor die {\displaystyle n-1} vorherigen Ziffernstellen berechnet werden müssen.
Später wurden für {\displaystyle \pi } weitere BBP-Reihen gefunden:
{\displaystyle {\begin{aligned}\pi &={\frac {1}{2}}\sum _{k=0}^{\infty }{\frac {1}{16^{k}}}\left({\frac {8}{8k\!+\!2}}+{\frac {4}{8k\!+\!3}}+{\frac {4}{8k\!+\!4}}-{\frac {1}{8k\!+\!7}}\right)\\&={\frac {1}{4}}\sum _{k=0}^{\infty }{\frac {1}{16^{k}}}\left({\frac {8}{8k\!+\!1}}+{\frac {8}{8k\!+\!2}}+{\frac {4}{8k\!+\!3}}-{\frac {2}{8k\!+\!5}}-{\frac {2}{8k\!+\!6}}-{\frac {1}{8k\!+\!7}}\right)\\&=\;\;\sum _{k=0}^{\infty }{\frac {(-1)^{k}}{4^{k}}}\left({\frac {2}{4k\!+\!1}}+{\frac {2}{4k\!+\!2}}+{\frac {1}{4k\!+\!3}}\right)\end{aligned}}}

### Tröpfelalgorithmus
Eng verwandt mit den Verfahren zur Ziffernextraktion sind Tröpfelalgorithmen, bei denen die Ziffern eine nach der anderen berechnet werden. Den ersten solchen Algorithmus zur Berechnung von {\displaystyle \pi } fand Stanley Rabinowitz. Seitdem sind weitere Tröpfelalgorithmen zur Berechnung von {\displaystyle \pi } gefunden worden.

### Methode von Gauß, Brent und Salamin
Die Berechnung der Bogenlänge einer Lemniskate über elliptische Integrale und deren Approximation über das Arithmetisch-geometrische Mittel {\displaystyle M(a,b)} nach Gauß liefert das schnell konvergierende Verfahren von Salamin und Brent zur numerischen Berechnung. Grundlage hierfür ist die folgende zuerst von Gauß vermutete Darstellung von {\displaystyle \pi }:
{\displaystyle {\frac {1}{\pi }}=\mathrm {M} (1,{\sqrt {2}})\int _{0}^{1}{\frac {2\ \!\mathrm {d} x}{\sqrt {1-x^{4}}}}}
Letzteres Integral ist auch als lemniskatische Konstante bekannt. Es gilt dann
{\displaystyle \pi ={\frac {4\ \!\mathrm {M} {\Big (}1,{\frac {1}{\sqrt {2}}}{\Big )}^{2}}{1-\sum _{j=1}^{\infty }2^{j+1}c_{j}^{2}}}},
wobei sich das arithmetisch-geometrische Mittel über die Iteration
{\displaystyle a_{n}={\frac {a_{n-1}+b_{n-1}}{2}},\qquad b_{n}={\sqrt {a_{n-1}b_{n-1}}}}
mit zwei initialen Argumenten {\displaystyle a_{0},b_{0}>0} berechnet und {\displaystyle c_{n}^{2}=a_{n}^{2}-b_{n}^{2}} gesetzt wird.
| {\displaystyle n}       | {\displaystyle a_{n}}                        | {\displaystyle b_{n}}                   | {\displaystyle p_{n}}      | {\displaystyle t_{n}}                              | {\displaystyle \pi _{n}\;} (falsche Ziffern in rot) |
| ----------------------- | -------------------------------------------- | --------------------------------------- | -------------------------- | -------------------------------------------------- | --- |
| {\displaystyle \ \ 0}   | {\displaystyle 1}                            | {\displaystyle {\sqrt {\tfrac {1}{2}}}} | {\displaystyle \ \ 1}      | {\displaystyle {\tfrac {1}{4}}}                    | {\displaystyle {\tfrac {3}{2}}+{\sqrt {2}}} |
| {\displaystyle n\!+\!1} | {\displaystyle {\tfrac {1}{2}}(a_{n}+b_{n})} | {\displaystyle {\sqrt {a_{n}b_{n}}}}    | {\displaystyle 2\ \!p_{n}} | {\displaystyle t_{n}-p_{n}(a_{n+1}\!-\!a_{n})^{2}} | {\displaystyle {\tfrac {(a_{n}\,+\,b_{n})^{2}}{4t_{n}}}} |
| {\displaystyle \ \ 0}   | {\displaystyle 1}                            | {\displaystyle 0{,}7071067811\ldots }   | {\displaystyle \ \ 1}      | {\displaystyle 0{,}25}                             | {\displaystyle {\color {red}2{,}91421\;3562\ldots }} |
| {\displaystyle \ \ 1}   | {\displaystyle 0{,}8535533905\ldots }        | {\displaystyle 0{,}8408964152\ldots }   | {\displaystyle \ \ 2}      | {\displaystyle 0{,}2285533905\ldots }              | {\displaystyle 3{,}14{\color {red}0\ldots }} |
| {\displaystyle \ \ 2}   | {\displaystyle 0{,}8472249029\ldots }        | {\displaystyle 0{,}8472012667\ldots }   | {\displaystyle \ \ 4}      | {\displaystyle 0{,}2284732910\ldots }              | {\displaystyle 3{,}14159\;26{\color {red}4\ldots }} |
| {\displaystyle \ \ 3}   | {\displaystyle 0{,}8472130848\ldots }        | {\displaystyle 0{,}8472130847\ldots }   | {\displaystyle \ \ 8}      | {\displaystyle 0{,}2284732910\ldots }              | {\displaystyle 3{,}14159\;26535\;89793\;238{\color {red}2\ldots }} |
| {\displaystyle \ \ 4}   | {\displaystyle 0{,}8472130848\ldots }        | {\displaystyle 0{,}8472130847\ldots }   | {\displaystyle 16}         | {\displaystyle 0{,}2284732910\ldots }              | {\displaystyle 3{,}14159\;26535\;89793\;23846} {\displaystyle \;\;\,26433\;83279\;50288\;41971\;{\color {red}1\ldots }}                                                                                   |
| {\displaystyle \ \ 5}   | {\displaystyle 0{,}8472130848\ldots }        | {\displaystyle 0{,}8472130848\ldots }   | {\displaystyle 32}         | {\displaystyle 0{,}2284732910\ldots }              | {\displaystyle 3{,}14159\;26535\;89793\;23846\;26433\;83279\;} {\displaystyle \;\;\,50288\;41971\;69399\;37510\;58209\;74944} {\displaystyle \;\;\,59230\;78164\;06286\;20899\;862{\color {red}5\ldots }} |

### Konvergenzen
| Verfahren | Terme/ 104 Stellen           | Stellen/ Term                  |
| --- | ---------------------------- | ------------------------------ |
| {\displaystyle 6\arctan {\tfrac {1}{\sqrt {3}}}}                                                                                          | {\displaystyle \,\,20959}    | {\displaystyle \;\;\,0{,}4771} |
| {\displaystyle 16\arctan {\tfrac {1}{5}}-4\arctan {\tfrac {1}{239}}}                                                                      | {\displaystyle \;\;\,\,9256} | {\displaystyle \;\;\,1{,}0804} |
| {\displaystyle 176\,\arctan {\tfrac {1}{57}}+28\,\arctan {\tfrac {1}{239}}-48\,\arctan {\tfrac {1}{682}}+96\,\arctan {\tfrac {1}{12943}}} | {\displaystyle \;\;\,\,7930} | {\displaystyle \;\;\,1{,}2610} |
| {\displaystyle 48\arctan {\tfrac {1}{49}}+128\arctan {\tfrac {1}{57}}-20\arctan {\tfrac {1}{239}}+48\arctan {\tfrac {1}{110443}}}         | {\displaystyle \;\;\,\,8900} | {\displaystyle \;\;\,1{,}1237} |
| Srinivasa Ramanujan | {\displaystyle \;\;\,\,1253} | {\displaystyle \;\;\,7{,}9825} |
| {\displaystyle {\frac {4}{\pi }}=\sum _{k=0}^{\infty }{\frac {(-1)^{k}(21460k+1123)\cdot (4k)!}{882^{2k+1}(4^{k}k!)^{4}}}}                | {\displaystyle \;\;\,\,1698} | {\displaystyle \;\;\,5{,}8909} |
| Chudnovsky-Algorithmus | {\displaystyle \quad \;705}  | {\displaystyle \ 14{,}1816}    |
| Gauß, Brent und Salamin | quadratisch                  | quadratisch                    |

## Nichtnumerische Berechnungsverfahren

### Berechnung mittels Flächenformel

In ein Quadrat einbeschriebener Kreis für die Berechnung mittels Flächenformel

Diese Berechnung nutzt den Zusammenhang aus, dass {\displaystyle \pi } in der Flächenformel des Kreises enthalten ist, dagegen nicht in der Flächenformel des umschreibenden Quadrats.
Die Formel für den Flächeninhalt des Kreises mit Radius {\displaystyle r} lautet
{\displaystyle A_{K}=\pi r^{2}},
der Flächeninhalt des Quadrates mit Seitenlänge {\displaystyle 2r} errechnet sich als
{\displaystyle A_{Q}=(2r)^{2}}.
Für das Verhältnis der Flächeninhalte eines Kreises und seines umschreibenden Quadrats ergibt sich also
{\displaystyle {\frac {A_{K}}{A_{Q}}}={\frac {\pi r^{2}}{(2r)^{2}}}={\frac {\pi }{4}}}.
Damit lässt sich {\displaystyle \pi } als das Vierfache dieses Verhältnisses schreiben:
{\displaystyle \pi =4\,{\frac {A_{K}}{A_{Q}}}}.

#### Programm

Viertelkreis, mit Flächenraster 10×10 angenähert, innerhalb 79 Punkte (rot), außerhalb 21 Punkte (blau)

Als Beispiel ist ein Algorithmus angegeben, in dem die Flächenformel demonstriert wird, mit der {\displaystyle \pi } näherungsweise berechnet werden kann.
Man legt dazu über das Quadrat ein Gitter und berechnet für jeden einzelnen Gitterpunkt, ob er auch im Kreis liegt. Das Verhältnis der Gitterpunkte innerhalb des Kreises zu den Gitterpunkten innerhalb des Quadrats wird mit 4 multipliziert. Die Genauigkeit der damit gewonnenen Näherung von {\displaystyle \pi } hängt von der Gitterweite ab und wird mittels {\displaystyle r} kontrolliert. Mit {\displaystyle r=10} erhält man z. B. 3,16 und mit {\displaystyle r=100} bereits 3,1428. Für das Ergebnis 3,14159 ist allerdings schon {\displaystyle r=10000} zu setzen, was sich durch den zweidimensionalen Lösungsansatz auf die Zahl der notwendigen Rechenvorgänge in quadratischer Form niederschlägt.
```
// Ergibt für r = 10: 3.1_6 (genauer Wert 3.1_415926535...)

// Ergibt für x = 1000: 3.141_676 (genauer Wert 3.141_5926535...)

// Ergibt für x = 100000: 3.1415926_932 (genauer Wert 3.1415926_535...)

function
 
approximiere_pi
(
r
)

    
quadrat
   
:=
 
r
^
2

    
innerhalb
 
:=
 
0

    
for
 
x
 
:=
 
0
 
to
 
r
-
1
 
do

        
for
 
y
 
:=
 
0
 
to
 
r
-
1
 
do

            
if
 
(
x
+
0.5
)
^
2
 
+
 
(
y
+
0.5
)
^
2
 
<=
 
quadrat
 
then

                
innerhalb
++

    
return
 
4.0
 
*
 
innerhalb
 
/
 
quadrat

```

#### Alternatives Programm
| |

Kreisflächen-Integration

Dieses Programm summiert die Fläche des Kreises aus im Verhältnis zum Radius sehr schmalen Streifen. Es verwendet die Gleichungen
{\displaystyle y=\pm {\sqrt {r^{2}-x^{2}}}} und {\displaystyle \pi ={\frac {A_{K}}{r^{2}}}} sowie {\displaystyle \pi =\int _{-1}^{1}2{\sqrt {1-x^{2}}}\,\mathrm {d} x}.
```
// Ergibt für n =     100: 3.14_0417031779046 (genauer Wert 3.14_15926535...)

// Ergibt für n = 1000000: 3.14159265_2413558 (genauer Wert 3.14159265_35...)

n
 
:=
 
1000000
 
// halbe Anzahl der Streifen

s
 
:=
 
0
       
// Summe der Flächeninhalte

for
 
x
 
:=
 
-
1
 
to
 
+
1
 
step
 
1
/
n
:

    
// Flächeninhalt des Streifens an der Stelle x hinzuaddieren.

    
// Die Höhe des Streifens wird exakt in der Mitte des Streifens gemessen.

    
s
 
+=
 
sqrt
(
1
 
-
 
x
*
x
)

// Die 2 steht für die obere plus die untere Hälfte, die 1/n ist die Breite des Streifens.

pi
 
:=
 
s
 
*
 
2
 
/
 
n

```

Die x-Koordinaten der untersuchten Fläche gehen von {\displaystyle -1} bis {\displaystyle +1}.
Da Kreise rund sind und dieser Kreis sein Zentrum auf den Koordinaten {\displaystyle 0,0} hat, liegen die y-Koordinaten ebenfalls im Bereich von {\displaystyle -1} bis {\displaystyle +1}.
Das Programm teilt die zu untersuchende Fläche in 2 Millionen schmale Streifen auf.
Jeder dieser Streifen hat dieselbe Breite, nämlich {\displaystyle 1/n}.
Die Oberkante eines jeden Streifens ist jedoch unterschiedlich und ergibt sich aus der obigen Formel zu {\displaystyle {\sqrt {1-x^{2}}}}, im Code wird das als sqrt(1 - x*x) geschrieben.
Die Höhe eines jeden Streifens geht von der Oberkante bis zur Unterkante. Da die beiden Kanten bei Kreisen gleich weit von der Mittellinie entfernt sind, ist die Höhe genau das Doppelte der Kantenlänge, daher die 2 im Code.
Nach dem Durchlaufen der for-Schleife befindet sich in der Variablen s der Flächeninhalt des Kreises mit Radius 1.
Um aus dieser Zahl den Wert von Pi zu ermitteln, muss diese Zahl gemäß der Formel {\displaystyle A=\pi \cdot r^{2}} noch durch {\displaystyle r^{2}} geteilt werden.
In diesem Beispiel ist {\displaystyle r=1}, daher ist das im Programmcode weggelassen.
Viermal genauer (da die Steifen besser zentriert sind) und doppelt so schnell (nun sind linke und rechte Hälfte auch noch identisch und brauchen nur einmal berechnet zu werden), aber nicht mehr der Grafik „Kreisflächen-Integration“ entsprechend, rechnet:
```
// Ergibt für n =     100: 3.141_9368579   (genauer Wert 3.141_5926535...)

// Ergibt für n = 1000000: 3.141592653_934 (genauer Wert 3.141592653_589...)

n
 
:=
 
1000000
 
// halbe Anzahl der Streifen

s
 
:=
 
0
       
// Summe der Flächeninhalte

for
 
x
 
:=
 
0.5
/
n
 
to
 
+
1
 
step
 
1
/
n
:

    
// Flächeninhalt des Streifens an der Stelle x hinzuaddieren.

    
// Die Höhe des Streifens wird exakt in der Mitte des Streifens gemessen.

    
s
 
+=
 
sqrt
(
1
 
-
 
x
*
x
)

// Die 4 steht für die anderen drei Quadranten, die 1/n ist die Breite des Streifens.

pi
 
:=
 
s
 
*
 
4
 
/
 
n

```

### Statistische Bestimmung

#### Berechnung mit einem Monte-Carlo-Algorithmus

Viertelkreis, dessen Fläche durch die Monte-Carlo-Methode angenähert wird

Eine Methode zur Bestimmung von {\displaystyle \pi } ist die statistische Methode. Für die Berechnung lässt man zufällige Punkte auf ein Quadrat „regnen“ und berechnet, ob sie innerhalb oder außerhalb eines einbeschriebenen Kreises liegen. Der Anteil der innen liegenden Punkte ist approximiert {\displaystyle {\tfrac {\pi }{4}}}.
Diese Methode ist ein Monte-Carlo-Algorithmus; die Genauigkeit der nach einer festen Schrittzahl erreichten Näherung von {\displaystyle \pi } lässt sich daher nur mit einer Irrtumswahrscheinlichkeit angeben. Durch das Gesetz der großen Zahlen steigt jedoch im Mittel die Genauigkeit mit der Schrittzahl.
Der Algorithmus für diese Bestimmung ist:
```
// Ergibt für tropfenzahl =         100: 3._32         (genauer Wert 3._1415926535...)

// Ergibt für tropfenzahl =     1000000: 3.141_104     (genauer Wert 3.141_5926535...)

// Ergibt für tropfenzahl = 10000000000: 3.1415_884288 (genauer Wert 3.1415_926535...)

function
 
approximiere_pi
(
tropfenzahl
)

    
innerhalb
 
:=
 
0
                    
// zählt die Tropfen innerhalb des Kreises

    
for
 
i
 
:=
 
1
 
to
 
tropfenzahl
 
do
      
// so oft wiederholen, wie es Tropfen gibt

        
x
 
:=
 
random
(
0.0
 
..<
 
1.0
)
      
// zufälligen Tropfen im Quadrat [0,0] bis (1,1) erzeugen

        
y
 
:=
 
random
(
0.0
 
..<
 
1.0
)

        
if
 
x
^
2
 
+
 
y
^
2
 
<=
 
1.0
 
then
      
// wenn der Tropfen innerhalb des Kreises liegt …

            
innerhalb
++
               
// Zähler erhöhen

    
return
 
4.0
 
*
 
innerhalb
 
/
 
tropfenzahl

```

Die 4.0 im Code ergibt sich daraus, dass in der Tröpfchensimulation nur die Anzahl für einen Viertelkreis berechnet wurde.
Um daraus die (hochgerechnete) Anzahl für einen ganzen Kreis zu bekommen, muss die berechnete Anzahl noch mit 4 multipliziert werden.
Da die Zahl Pi das Verhältnis zwischen der Kreisfläche und dem Quadrat des Radius ist, muss die so erhaltene Zahl noch durch das Quadrat des Radius geteilt werden. Der Radius ist in diesem Fall 1, daher kann das Teilen weggelassen werden.

#### Buffonsches Nadelproblem

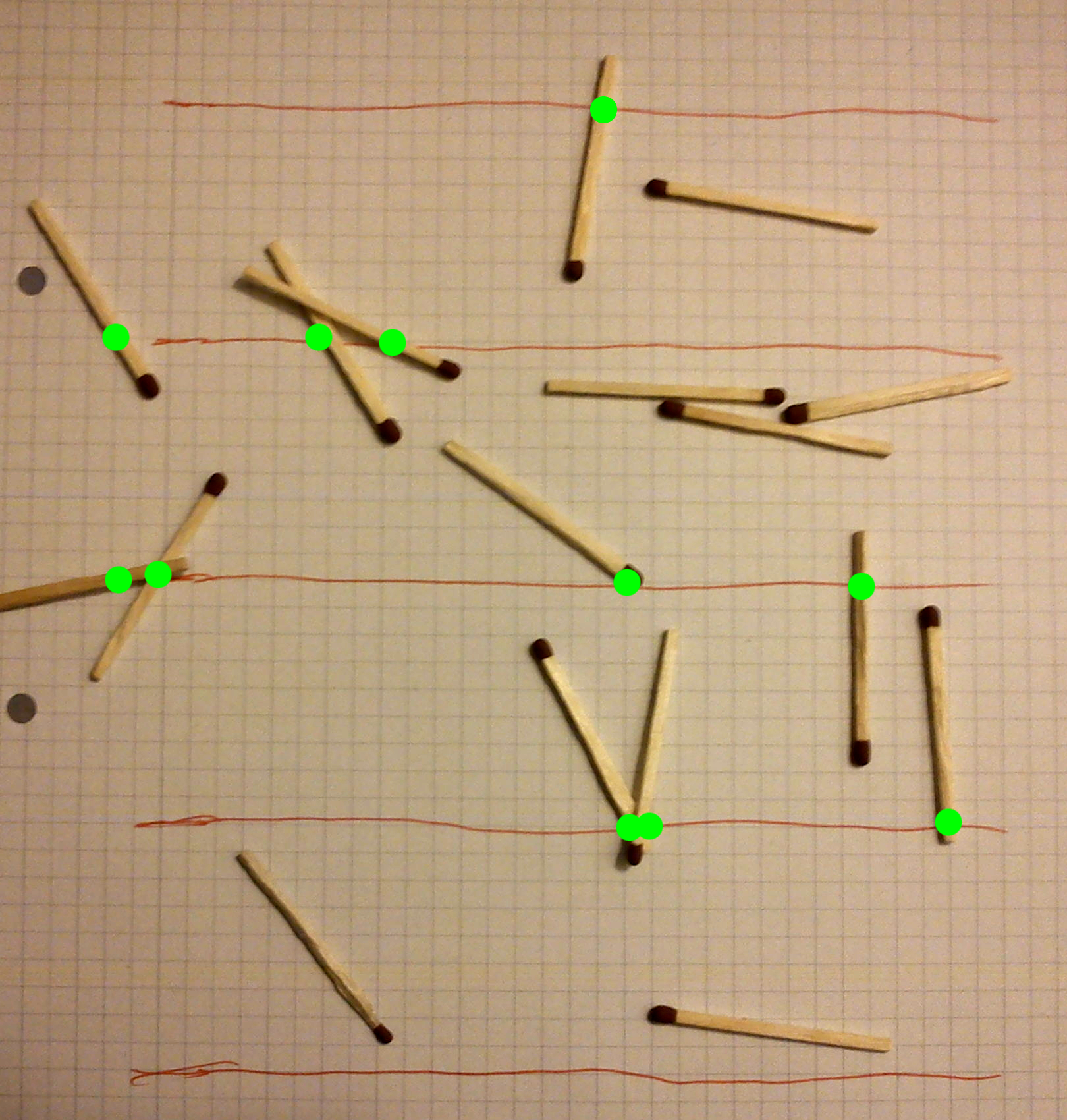
Grüne Punkte beschreiben einen Schnittpunkt der Stäbchen mit der Linie. Mit ist das Ergebnis ca.

Eine weitere auf Wahrscheinlichkeiten beruhende und ungewöhnliche Methode ist das Buffonsche Nadelproblem, von Georges-Louis Leclerc de Buffon (1733 vorgetragen, 1777 veröffentlicht). Buffon warf Stöcke über die Schulter auf einen gekachelten Fußboden. Anschließend zählte er, wie oft sie die Fugen trafen. Eine praktikablere Variante beschrieb Jakow Perelman im Buch Unterhaltsame Geometrie. Man nehme eine ca. 2 cm lange Nadel – oder einen anderen Metallstift mit ähnlicher Länge und Durchmesser, am besten ohne Spitze – und zeichne auf ein Blatt Papier eine Reihe dünner paralleler Striche, die um die doppelte Länge der Nadel voneinander entfernt sind. Dann lässt man die Nadel sehr häufig (mehrere hundert- oder tausendmal) aus einer beliebigen, aber konstanten Höhe auf das Blatt fallen und notiert, ob die Nadel eine Linie schneidet oder nicht. Es kommt nicht darauf an, wie man das Berühren eines Striches durch ein Nadelende zählt. Die Division der Gesamtzahl {\displaystyle N} der Nadelwürfe durch die Zahl {\displaystyle P} der Fälle, in denen die Nadel eine Linie geschnitten hat, nähert sich (stochastisch) mit zunehmender Zahl der Würfe an die Formel
{\displaystyle {\frac {N}{P}}={\frac {\pi }{2}}{\frac {d}{\ell }}}
an, wobei {\displaystyle \ell } die Länge der Nadeln und {\displaystyle d} den Abstand der Linien auf dem Papier bezeichnet. Daraus ergibt sich leicht eine Näherung für {\displaystyle \pi }.
Die Nadel kann dabei auch gebogen oder mehrfach geknickt sein, wobei in diesem Fall auch mehr als ein Schnittpunkt pro Wurf möglich ist und entsprechend mehrfach gezählt werden muss. In der Mitte des 19. Jahrhunderts kam der Schweizer Astronom Rudolf Wolf durch 5000 Nadelwürfe auf einen Wert von {\displaystyle \pi =3{,}1596\pm 0{,}0518}. Das Verfahren hat als analoges Verfahren (schneidet die Nadel die Linie?) ein Genauigkeitsproblem durch Ablesefehler.

## Rekorde der Berechnung von π
| durchgeführt von              | Jahr | Dezimalstellen      | Methode / Hilfsmittel                                                                          | Rechenzeit |
| ----------------------------- | ---- | ------------------- | ---------------------------------------------------------------------------------------------- | ---------- |
| Linus Media Group / KIOXIA    | 2025 | 300.000.000.000.000 | Berechnung: Y-cruncher Software (Chudnovsky-Formel) Verifikation: Plouffes und Bellards Formel | 226 d      |
| Jordan Ranous / StorageReview | 2024 | 202.112.290.000.000 | Berechnung: Y-cruncher Software (Chudnovsky-Formel) Verifikation: Plouffes und Bellards Formel | 104 d      |
| Jordan Ranous / StorageReview | 2024 | 105.000.000.000.000 | Berechnung: Y-cruncher Software (Chudnovsky-Formel) Verifikation: Plouffes und Bellards Formel | 075 d      |
| Google LLC                    | 2022 | 100.000.000.000.000 | Berechnung: Y-cruncher Software (Chudnovsky-Formel) Verifikation: Plouffes und Bellards Formel | 157 d      |
| FH Graubünden                 | 2021 | 62.831.853.071.796  | Berechnung: Y-cruncher Software (Chudnovsky-Formel) Verifikation: Plouffes und Bellards Formel | 108 d      |
| Timothy Mullican              | 2020 | 50.000.000.000.000  | Berechnung: Y-cruncher Software (Chudnovsky-Formel) Verifikation: Plouffes und Bellards Formel | 303 d      |
| Emma Haruka Iwao / Google LLC | 2019 | 31.415.926.535.897  | Berechnung: Y-cruncher Software (Chudnovsky-Formel) Verifikation: Plouffes und Bellards Formel | 121 d      |
| Peter Trüb / DECTRIS          | 2016 | 22.459.157.718.361  | Berechnung: Y-cruncher Software (Chudnovsky-Formel) Verifikation: Plouffes und Bellards Formel | 105 d      |
| Sandon Van Ness (Houkouonchi) | 2014 | 13.300.000.000.000  | Berechnung: Y-cruncher Software (Chudnovsky-Formel) Verifikation: Plouffes und Bellards Formel | 208 d      |
| Shigeru Kondo, Alexander Yee  | 2013 | 12.100.000.000.050  | Berechnung: Y-cruncher Software (Chudnovsky-Formel) Verifikation: Plouffes und Bellards Formel | 082 d      |

| durchgeführt von                                 | Jahr | Dezimalstellen     | Methode / Hilfsmittel | Rechenzeit |
| ------------------------------------------------ | --- | ------------------ | --- | ---------- |
| Shigeru Kondo, Alexander Yee                     | 2011 | 10.000.000.000.050 | Berechnung: Y-cruncher Software (Chudnovsky-Formel) Verifikation: Plouffes und Bellards Formel | 191 d      |
| Shigeru Kondo, Alexander Yee                     | 2010 | 5.000.000.000.000  | Berechnung: Y-cruncher Software (Chudnovsky-Formel) Verifikation: Plouffes und Bellards Formel | 090 d      |
| Fabrice Bellard                                  | 2010 | 2.699.999.990.000  | Berechnung: TachusPi Software (Chudnovsky-Formel), Verifikation: Bellards Formel | 131 d      |
| Daisuke Takahashi                                | 2009 | 2.576.980.370.000  | Berechnung: Gauß-Legendre-Algorithmus |            |
| Yasumasa Kanada                                  | 2002 | 1.241.100.000.000  | \| Berechnung: \| {\displaystyle {\begin{aligned}\pi &=\ \ 48\arctan {\tfrac {1}{49}}\\&+128\arctan {\tfrac {1}{57}}\\&\ \ -20\arctan {\tfrac {1}{239}}\\&\ \ +48\arctan {\tfrac {1}{110443}}\end{aligned}}} \| \| Verifikation: \| {\displaystyle {\begin{aligned}\pi &=176\arctan {\tfrac {1}{57}}\\&\ \ +28\arctan {\tfrac {1}{239}}\\&\ \ -48\arctan {\tfrac {1}{682}}\\&\ \ +96\arctan {\tfrac {1}{12943}}\end{aligned}}} \| | 025 d      |
| Yasumasa Kanada, Daisuke Takahashi               | 1999 | 206.158.430.000    | Gauss–Legendre/Gauss–Euler/ Brent–Salamin-Algorithmus |            |
| Yasumasa Kanada, Daisuke Takahashi               | 1997 | 51.539.600.000     | |            |
| David und Gregory Chudnovsky                     | 1989 | 1.011.196.691      | |            |
| Yasumasa Kanada, Yoshiaki Tamura, Yoshinobu Kubo | 1987 | 134.217.700        | |            |
| Yasumasa Kanada, Sayaka Yoshino, Yoshiaki Tamura | 1982 | 16.777.206         | HITAC M-280H | < 30 h00<  |
| Yoshiaki Tamura, Yasumasa Kanada                 | 1982 | 8.388.576          | HITAC M-280H | 006:52 h   |
| Yoshiaki Tamura, Yasumasa Kanada                 | 1982 | 4.194.288          | HITAC M-280H | 002:21 h   |
| Yoshiaki Tamura                                  | 1982 | 2.097.144          | MELCOM 900II | 007:14 h   |
| Jean Guilloud                                    | 1981 | 2.000.050          | |            |
| Kazunori Miyoshi, Yasumasa Kanada                | 1981 | 2.000.036          | FACOM M-200 | 137:18 h   |
| Jean Guilloud, Martin Boyer                      | 1973 | 1.001.250          | CDC 7600 | 023:18 h   |
| Jean Guilloud, M. Dichampt                       | 1967 | 500.000            | CDC 6600 | 028:10 h   |
| Jean Guilloud, J. Filliatre                      | 1966 | 250.000            | IBM 7030 | 041:55 h   |
| Daniel Shanks, John W. Wrench                    | 1961 | 100.265            | Transistoren-Computer IBM 7090 | 008:43 h   |
| Jean Guilloud                                    | 1959 | 16.167             | IBM 704 | 004:18 h   |
| George E. Felton                                 | 1958 | 10.021             | Pegasus | 033 h:00   |
| F. Genuys                                        | 1958 | 10.000             | Magnetkernspeicher-Rechner IBM 704, per Machin-Formel | 010 h:00   |
| George E. Felton                                 | 1957 | 7.480              | Pegasus | 033 h:00   |
| S.C. Nicholson, J. Jeenel                        | 1954 | 3.093              | Naval Ordnance Research Calculator | 000:13 h   |
| G. Reitwiesner                                   | 1949 | 2.037              | Röhren-Rechner ENIAC | 070 h:00   |
| Levi B. Smith, John W. Wrench                    | 1949 | 1.120              | mechanische Rechenmaschine |            |
| William Shanks                                   | 1853 | (527)              | Reihenentwicklung: {\displaystyle \pi =16\arctan {\tfrac {1}{5}}-4\arctan {\tfrac {1}{239}}}. Berechnung der ersten 707 Dezimalstellen von {\displaystyle \pi } von Hand. Im Jahr 1945 stellte John W. Wrench fest, dass die letzten 180 Stellen falsch waren. |            |
| Jurij Vega                                       | 1794 | 126                | |            |
| John Machin                                      | 1706 | 100                | Reihenentwicklung: {\displaystyle \pi =16\arctan {\tfrac {1}{5}}-4\arctan {\tfrac {1}{239}}} |            |
| William Jones                                    | 1706 | 100                | Reihenentwicklung: {\displaystyle \pi =6\,\arctan {\tfrac {1}{\sqrt {3}}}} {\displaystyle {\begin{aligned}\,\,\;=2\,{\sqrt {3}}\;{\Bigl (}1&-{\tfrac {1}{3}}{\tfrac {3}{9}}+{\tfrac {1}{5}}{\tfrac {1}{9}}\\&-{\tfrac {1}{7}}{\tfrac {3}{9^{2}}}+{\tfrac {1}{9}}{\tfrac {1}{9^{2}}}\\&-{\tfrac {1}{11}}{\tfrac {3}{9^{3}}}+{\tfrac {1}{13}}{\tfrac {1}{9^{3}}}\mp \ldots {\Bigr )}\end{aligned}}}                                 |            |
| Ludolph van Ceulen                               | 1610 | 35                 | 262-Eck |            |
| Ludolph van Ceulen                               | 1596 | 20                 | |            |
| Dschamschid Masʿud al-Kaschi                     | ca. 1424 | 15                 | 3 · 228-Eck |            |
| Zu Chongzhi                                      | ca. 0480 | 6                  | 3 · 212-Eck |            |
| Liu Hui                                          | nach 263 | 5                  | 3072-Eck |            |
| Archimedes                                       | ca. 0250 v. Chr. | 2                  | 96-Eck |            |
| Berechnung:                                      | {\displaystyle {\begin{aligned}\pi &=\ \ 48\arctan {\tfrac {1}{49}}\\&+128\arctan {\tfrac {1}{57}}\\&\ \ -20\arctan {\tfrac {1}{239}}\\&\ \ +48\arctan {\tfrac {1}{110443}}\end{aligned}}} |                    | |            |
| Verifikation:                                    | {\displaystyle {\begin{aligned}\pi &=176\arctan {\tfrac {1}{57}}\\&\ \ +28\arctan {\tfrac {1}{239}}\\&\ \ -48\arctan {\tfrac {1}{682}}\\&\ \ +96\arctan {\tfrac {1}{12943}}\end{aligned}}} |                    | |            |

## Geometrische Konstruktionen
Aufgrund der Transzendenz von {\displaystyle \pi } ist es nicht möglich, durch eine Konstruktion mit Zirkel und Lineal eine Strecke mit der exakten Länge von {\displaystyle \pi } Längeneinheiten zu erstellen. Es existieren jedoch sowohl eine Reihe von Zirkel-und-Lineal-Konstruktionen, die sehr gute Näherungen liefern, als auch Konstruktionen, die dank eines weiteren Hilfsmittels – zusätzlich zu Zirkel und Lineal – eine exakte Konstruktion ermöglichen. Als ein solches weiteres Hilfsmittel kommen dabei insbesondere als Quadratrizes bezeichnete Kurven zum Einsatz, die z. B. mit Hilfe einer sogenannten Dynamische-Geometrie-Software (DGS) erzeugt und als Ausdruck u. a. auf Papier Verwendung finden. Zudem gibt es einige spezielle mechanische Zeichengeräte und eventuell eigens angefertigte Kurvenlineale, mit denen sich solche Kurven zeichnen lassen.
Ohne direkten praktischen Nutzen, doch geometrisch anschaulich, lässt sich {\displaystyle \pi } als Flächeninhalt eines angepassten Sierpinski-Teppiches konstruieren.

### Näherungskonstruktionen
Zur geometrischen Konstruktion der Zahl {\displaystyle \pi } gibt es die Näherungskonstruktion von Kochański aus dem Jahr 1685, mit der man einen Näherungswert der Kreiszahl mit einem Fehler von weniger als 0,002 Prozent bestimmen kann. Dabei handelt es sich um eine Näherung des halben Kreisumfangs, mit dessen Hilfe die – exakt nicht mögliche – Quadratur des Kreises dargestellt werden kann.

Kreiszahl π, Annäherungskonstruktion nach C. G. Specht, 1828.
Der Flächeninhalt des ergänzten Dreiecks (hellblau) ist nahezu gleich dem des Kreises.

143 Jahre später, nämlich 1828, veröffentlichte C. G. Specht seine Zweite Annäherungs-Construction des Kreis-Umfanges im Journal für die reine und angewandte Mathematik. Für die Annäherung fand er den Wert
{\displaystyle 5\cdot {\sqrt {\frac {439}{278}}}=6{,}28318528\ldots }
Halbiert man diesen Wert, ergibt sich eine Dezimalzahl, bei der sieben Nachkommastellen mit denen der Kreiszahl {\displaystyle \pi } übereinstimmen:
{\displaystyle 3{,}14159\,26{\color {red}401\ldots }\;\approx \pi }
Bei einem Kreis mit Radius {\displaystyle r=1} ist dieser Wert auch gleich dem Flächeninhalt des Dreiecks {\displaystyle AEM}, mit anderen Worten, der Flächeninhalt des Dreiecks ist nahezu gleich dem des Kreises.
Beachtenswert ist, erst im Jahr 1914, d. h. 86 Jahre später, verbesserte Srinivasa Ramanujan – in seiner zweiten Quadratur des Kreises – die Genauigkeit des nahezu flächengleichen Quadrats um eine auf acht gemeinsame Nachkommastellen mit der Kreiszahl {\displaystyle \pi }.
Eine zeichnerische Darstellung wird in dem oben angeführten Journal nicht erfasst; hierzu die Anmerkung des Herausgebers:

„Es wird dem Leser leicht sein, die Figur nach der Beschreibung zu entwerfen.“

Die nachfolgende Beschreibung der nebenstehenden Konstruktion ist eine Anlehnung an das Original der Konstruktionsbeschreibung.
Zeichne zuerst den Einheitskreis um den Punkt {\displaystyle A} und dann ab {\displaystyle A} eine gerade Linie; dabei ergibt sich {\displaystyle a}. Anschließend wird in {\displaystyle A} eine Senkrechte zur Geraden errichtet; sie erzeugt {\displaystyle M}. Es folgen auf der Geraden ab {\displaystyle a} hintereinander vier Halbkreise mit dem Radius {\displaystyle {\overline {Aa}}} jeweils um den sich neu ergebenden Schnittpunkt, dabei entstehen die Punkte {\displaystyle m,p,q} und {\displaystyle B}. Nach der Dreiteilung der Strecken {\displaystyle {\overline {mp}}} in {\displaystyle n} und {\displaystyle o} sowie {\displaystyle {\overline {qB}}} in {\displaystyle r} und {\displaystyle s}, wird nun der Punkt {\displaystyle M} mit {\displaystyle m} verbunden. Die dabei entstandene Strecke {\displaystyle {\overline {Mm}}} auf die Senkrechte ab {\displaystyle A} abgetragen ergibt {\displaystyle R}. Verbinde auch den Punkt {\displaystyle R} mit {\displaystyle r} und übertrage die neue Strecke {\displaystyle {\overline {Rr}}} ab {\displaystyle A} auf die Senkrechte; es ergibt sich {\displaystyle C}. Es geht weiter mit den Verbindungen der Punkte {\displaystyle C} mit {\displaystyle o} sowie {\displaystyle C} mit {\displaystyle B}. Beim Übertragen der Strecke {\displaystyle {\overline {AB}}} auf die Strecke {\displaystyle {\overline {Co}}} ab {\displaystyle C} ergibt sich {\displaystyle c}. Abschließend zeichne ab {\displaystyle c} eine Parallele zur Strecke {\displaystyle {\overline {AB}}}, die {\displaystyle {\overline {CB}}} in {\displaystyle d} schneidet. Die somit entstandene Strecke {\displaystyle {\overline {Cd}}} entspricht annähernd dem Wert {\displaystyle 2\pi }.
Die Annäherung an die Kreiszahl {\displaystyle \pi ={\tfrac {U}{d}}} kann z. B. auf folgende Art und Weise verdeutlicht werden:
Wäre der Durchmesser {\displaystyle d} eines Kreises {\displaystyle 200\;\mathrm {km} }, würde sein angenäherter Umfang {\displaystyle U=d\pi } nur um ca. {\displaystyle 2{,}7\;\mathrm {mm} } kürzer als sein theoretischer Wert sein.

### Mithilfe der Quadratrix des Hippias

Kreiszahl als exakte Konstruktion mithilfe der Quadratrix

Die nebenstehende Darstellung zeigt die Kreiszahl {\displaystyle \pi } als Strecke, erstellt mit Hilfe der Quadratrix des Hippias.
Es beginnt mit einer Geraden ab dem Punkt {\displaystyle A} und einer Senkrechten auf diese Gerade durch {\displaystyle A}. Anschließend wird der Halbkreis mit dem Radius {\displaystyle {\overline {AB}}=1} um {\displaystyle A} gezogen; dabei ergeben sich die Schnittpunkte {\displaystyle B,D} und {\displaystyle E}. Nun konstruiert man das Quadrat {\displaystyle ABCD} mit der Seitenlänge {\displaystyle a=1}. Es folgt die Festlegung der Quadratrix, ohne „Lücke“ auf der {\displaystyle x}-Achse. Hierfür wird der Bezug der Kurve nicht auf die {\displaystyle x}-Achse, sondern auf die {\displaystyle y}-Achse gewählt. Die Quadratrix (rot) verläuft somit durch {\displaystyle D} und {\displaystyle E}. Für diese Lage der Quadratrix ({\displaystyle a=1}) gilt die kartesische Gleichung:
{\displaystyle x=y\cdot \cot \left({\frac {\pi }{2a}}\cdot y\right)}
Die Quadratrix schneidet nach dem Satz des Dinostratos die Seite {\displaystyle {\overline {AB}}} ihres zugehörigen Quadrates im Punkt {\displaystyle F} und generiert damit auf der Geraden, nun als Zahlengerade genutzt, den Wert {\displaystyle {\tfrac {2}{\pi }}}. Das Errichten der Senkrechten auf die Strecke {\displaystyle {\overline {AB}}} ab {\displaystyle {\tfrac {2}{\pi }}} bis zum Halbkreis ergibt den Schnittpunkt {\displaystyle G}. Nach der Verlängerung der Strecke {\displaystyle {\overline {BC}}} über {\displaystyle C} hinaus und dem Zeichnen einer geraden Linie ab {\displaystyle A} durch {\displaystyle G} bis zur Verlängerung ergibt sich der Schnittpunkt {\displaystyle H}. Eine Möglichkeit u. a. ist nun, die Länge der Strecke {\displaystyle {\overline {AH}}} mit Hilfe des Strahlensatzes zu bestimmen. In der Zeichnung ist ersichtlich, dass {\displaystyle {\tfrac {2}{\pi }}} der Strecke {\displaystyle {\overline {AF}}} entspricht. Infolgedessen sind nach dem ersten Strahlensatz die Verhältnisse der Abschnitte
{\displaystyle |AF|:|AB|=|AG|:|AH|},
umgeformt und die entsprechenden Werte eingesetzt ergibt sich
{\displaystyle |AH|={\frac {\frac {1}{1}}{\frac {2}{\pi }}}\cdot 1={\frac {\pi }{2}}}.
Nun wird der Kreisbogen mit dem Radius {\displaystyle {\overline {AH}}} um {\displaystyle A} bis auf die Zahlengerade gezogen; es entsteht der Schnittpunkt {\displaystyle {\tfrac {\pi }{2}}}. Der abschließende Thaleskreis über {\displaystyle {\tfrac {\pi }{2}}} ab dem Punkt {\displaystyle A} ergibt somit exakt die Kreiszahl {\displaystyle \pi }.

### Mithilfe der archimedischen Spirale
Eine sehr einfache Konstruktion der Kreiszahl {\displaystyle \pi } zeigt das folgende Bild, erzeugt mithilfe der archimedischen Spirale. Wird als Windungsabstand (mit {\displaystyle a=2}) {\displaystyle a\cdot {\tfrac {\pi }{2}}} gewählt, so schneidet der Graph der Spirale die {\displaystyle y}-Achse in {\displaystyle B} und liefert somit bereits nach einer Vierteldrehung {\displaystyle {\overline {OB}}=\pi .} Der auf die {\displaystyle y}-Achse projizierte Halbkreis mit Radius {\displaystyle r=1} sowie die Strecke {\displaystyle {\overline {OC}}=\pi } (grüne Linien) dienen lediglich der Verdeutlichung des Ergebnisses.

Kreiszahl {\displaystyle \pi } mithilfe der archimedischen Spirale
Kreiszahl {\displaystyle \pi } mithilfe der Sinuslinie

### Mithilfe der Sinuslinie
Die Konstruktion der Kreiszahl {\displaystyle \pi } mithilfe des Graphen der Sinusfunktion {\displaystyle f(x)=\mathrm {sin} (x)}, auch als Sinuslinie bezeichnet, ist eine der einfachsten ihrer Art. Sie durchläuft zuerst den Punkt {\displaystyle O} und liefert schließlich beim zweiten Überqueren der Zahlengerade (Winkel {\displaystyle \alpha =180^{\circ }}) die Kreiszahl {\displaystyle \pi } als Länge, d. h. den halben Umfang des Einheitskreises.

## Experimentelle Konstruktion

Kreiszahl als experimentelle Konstruktion

Die folgende Methode nutzt die in der Kreisfläche „versteckte“ Kreiszahl {\displaystyle \pi }, um mit Hilfe experimenteller Physik den Wert von {\displaystyle \pi } als messbare Größe darzustellen.
Ein Zylinder mit dem Radius {\displaystyle r=1} und der Gefäßhöhe {\displaystyle h_{GZ}\approx 1{,}5} wird bis auf die Höhe {\displaystyle h_{Z}=1} mit Wasser gefüllt. Die so bestimmte Wassermenge wird nun vom Zylinder in einen Quader umgefüllt, der eine quadratische Grundfläche mit Seitenlänge {\displaystyle a=1} und eine Gefäßhöhe von {\displaystyle h_{GQ}\approx 4} aufweist.
Wassermenge im Zylinder {\displaystyle V_{Z}} in Volumeneinheiten [VE]:
{\displaystyle V_{Z}=r^{2}\pi h_{Z}=1^{3}\cdot \pi =3{,}141\dotso \,\mathrm {[VE]} }
Wasserstand im Quader {\displaystyle h_{\text{Q}}} in Längeneinheiten [LE]:
{\displaystyle V_{Q}=a^{2}h_{Q}=1^{2}h_{Q}=V_{Z}}, daraus {\displaystyle h_{Q}}
{\displaystyle h_{Q}={\frac {1^{3}\pi }{1^{2}}}=\pi =3{,}141\dotso \,\mathrm {[LE]} }
Das Ergebnis zeigt: Eine Wassermenge, die in einem Zylinder mit dem Radius {\displaystyle r=1} den Wasserstand {\displaystyle 1\;\mathrm {[LE]} } hat, liefert – umgefüllt in den Quader {\displaystyle (a=1)} – den Wasserstand {\displaystyle \pi \,\mathrm {[LE]} }.

## Formeln und Anwendungen

### Formeln, die π enthalten

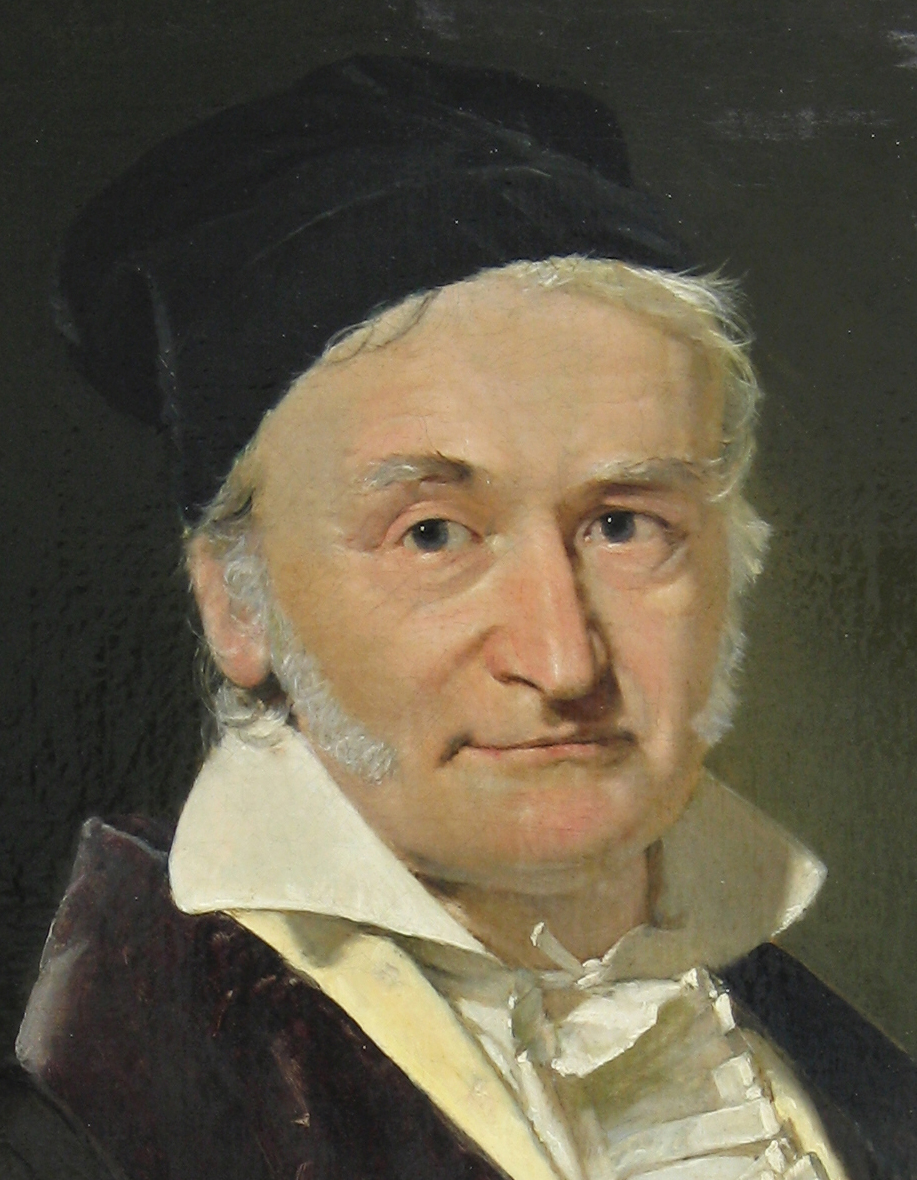
Carl Friedrich Gauß

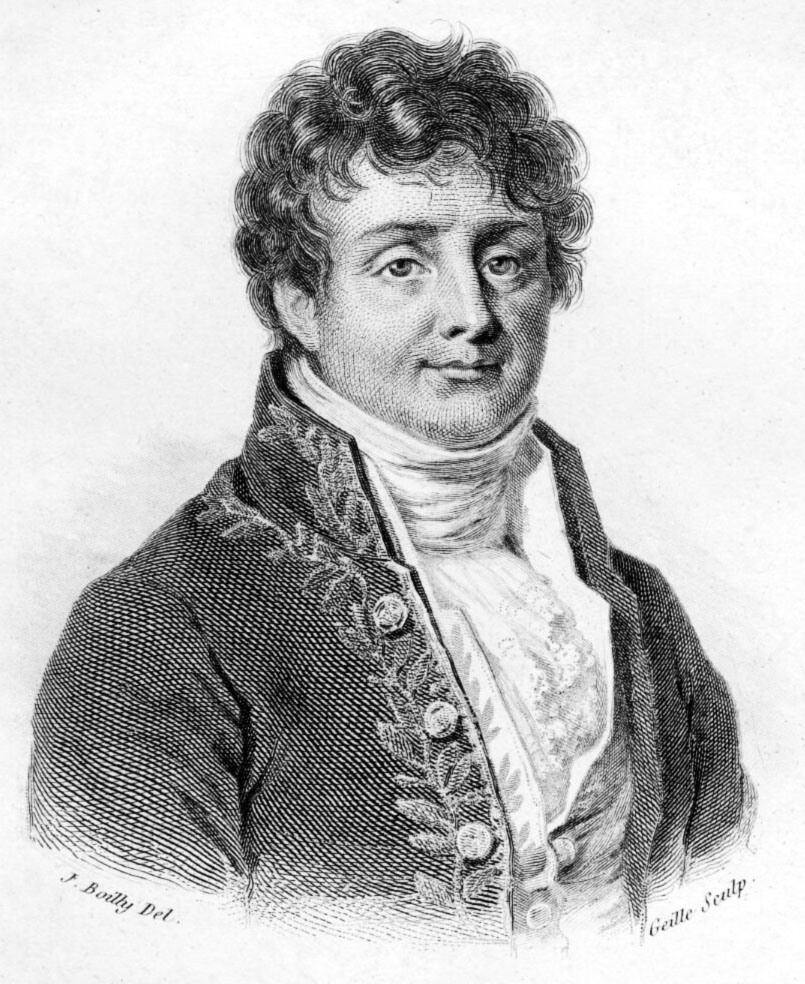
Jean Baptiste Joseph Fourier

#### Formeln der Geometrie
In der Geometrie treten die Eigenschaften von {\displaystyle \pi } als Kreiszahl unmittelbar hervor.
- Umfang eines Kreises mit Radius {\displaystyle r}: {\displaystyle U=2\pi r}
- Fläche eines Kreises mit Radius {\displaystyle r}: {\displaystyle A=\pi r^{2}}
- Volumen einer Kugel mit Radius {\displaystyle r}: {\displaystyle V={\frac {4}{3}}\pi r^{3}}
- Oberfläche einer Kugel mit Radius {\displaystyle r}: {\displaystyle A_{O}=4\pi r^{2}}
- n-dimensionale Volumen einer n-Sphäre mit Radius {\displaystyle r}: {\displaystyle V_{n}={\frac {\pi ^{\tfrac {n}{2}}}{\Gamma {\big (}{{\tfrac {n}{2}}\!+\!1}{\big )}}}r^{n}}
- n−1-dimensionale Hülle einer n-Sphäre mit Radius {\displaystyle r}: {\displaystyle A_{n}={\frac {2\pi ^{\tfrac {n}{2}}}{\Gamma {\big (}{\tfrac {n}{2}}{\big )}}}r^{n-1}}
- Volumen eines Zylinders mit Radius {\displaystyle r} und Höhe {\displaystyle a}: {\displaystyle V=r^{2}\pi a}
- Volumen eines durch die Rotation des Graphen {\displaystyle y=f(x)} um die {\displaystyle x}-Achse definierten Rotationskörpers mit den Grenzen {\displaystyle a} und {\displaystyle b}: {\displaystyle V=\pi \int _{a}^{b}\!\!f(x)^{2}\mathrm {d} x}

#### Formeln der Analysis
Im Bereich der Analysis spielt {\displaystyle \pi } ebenfalls in vielen Zusammenhängen eine Rolle, zum Beispiel bei
- der Integraldarstellung {\displaystyle \pi =\int _{-\infty }^{\infty }{\frac {\mathrm {d} x}{1+x^{2}}}=2\cdot \int _{-1}^{1}{\frac {\mathrm {d} x}{1+x^{2}}}}, die Karl Weierstraß 1841 nutzte, um {\displaystyle \pi } zu definieren,[86]
- der unendlichen Reihe: {\displaystyle \sum _{n=1}^{\infty }{\frac {1}{n^{2}}}={\frac {\pi ^{2}}{6}}} (Euler, siehe Basler Problem und auch Riemannsche Zetafunktion),
- der gaußschen Normalverteilung: {\displaystyle \int _{-\infty }^{\infty }\!\!e^{-x^{2}}\mathrm {d} x={\sqrt {\pi }}} oder in anderer Darstellung: {\displaystyle \int _{\mathbb {R} ^{2}}\!\!e^{-|x|^{2}}\mathrm {d} x=\pi },
- der Stirling-Formel als Näherung der Fakultät für große {\displaystyle n}: {\displaystyle \;\;n!\approx {\sqrt {2\pi n}}\left({\frac {n}{e}}\right)^{\!n}},
- der Fourier-Transformation: {\displaystyle F(\omega )={\mathcal {F}}\{f\}(\omega )={\frac {1}{\sqrt {2\pi }}}\int _{-\infty }^{\infty }f(t)e^{-\mathrm {i} \omega t}\,\mathrm {d} t}.
- den Formeln der Funktionentheorie: Wie für alle Teilgebiete der Analysis ist auch für die Funktionentheorie (und darüber hinaus für die gesamte komplexe Analysis) die Kreiszahl von grundlegender Bedeutung. Als herausragende Beispiele sind hier
  - die Euler-Identität {\displaystyle e^{\mathrm {i} \pi }+1=0}[A 10] zu nennen sowie
  - die Integralformel von Cauchy {\displaystyle f(z)={\frac {1}{2\pi \mathrm {i} }}\oint _{\gamma }{\frac {f(\zeta )}{\zeta -z}}\mathrm {d} \zeta }.[87][88]

Darüber hinaus wird die Bedeutung der Kreiszahl ebenfalls augenfällig in den Formeln zur Partialbruchzerlegung der komplexwertigen trigonometrischen Funktionen, die im Zusammenhang mit dem Satz von Mittag-Leffler stehen. Hier sind vor allem
- die Partialbruchzerlegung des Kotangens:[89][90][91][92]

{\displaystyle {\begin{aligned}\pi \,\cot \pi z&=\sum _{n={-\infty }}^{+\infty }{\frac {1}{z+n}}\\&={\frac {1}{z}}+\sum _{n=1}^{\infty }\left({\frac {1}{z-n}}+{\frac {1}{z+n}}\right)\\&={\frac {1}{z}}+2z\cdot \sum _{n=1}^{\infty }{\frac {1}{z^{2}-n^{2}}}\\&=z\cdot \sum _{n={-\infty }}^{+\infty }{\frac {1}{z^{2}-n^{2}}}\quad (z\in {\mathbb {C} \setminus \mathbb {Z} })\\\end{aligned}}}
zu erwähnen sowie die daraus – neben weiteren! – zu gewinnenden
- Partialbruchzerlegungen zu Sinus und Kosinus:

{\displaystyle {\begin{aligned}{\Big (}{\frac {\pi }{\sin \pi z}}{\Big )}^{2}&=\sum _{n={-\infty }}^{+\infty }{\frac {1}{(z-n)^{2}}}\quad (z\in {\mathbb {C} \setminus \mathbb {Z} })\\{\Big (}{\frac {\pi }{\cos \pi z}}{\Big )}^{2}&=\sum _{n={-\infty }}^{+\infty }{\frac {1}{{\Big (}z-{\tfrac {2n-1}{2}}{\Big )}^{\!2}}}\quad \left(z\in \mathbb {C} \setminus \left\{{\frac {2n-1}{2}}\colon n\in \mathbb {Z} \right\}\right)\\\end{aligned}}}
Die obige Partialbruchreihe zum Sinus liefert dann durch Einsetzen von {\displaystyle z={\frac {1}{2}}} die bekannte Reihendarstellung
{\displaystyle {\frac {{\pi }^{2}}{8}}=1+{\frac {1}{9}}+{\frac {1}{25}}+{\frac {1}{49}}+\cdots =\sum _{n=1}^{\infty }{\frac {1}{(2n-1)^{2}}}},
die ihrerseits direkt zu der eulerschen Reihendarstellung
{\displaystyle {\frac {{\pi }^{2}}{6}}=1+{\frac {1}{4}}+{\frac {1}{9}}+{\frac {1}{16}}+\cdots =\sum _{n=1}^{\infty }{\frac {1}{n^{2}}}}
führt, siehe Basler Problem.
Neben diesen von den Partialbruchreihen herrührenden π-Formeln kennt die Funktionentheorie noch eine große Anzahl weiterer davon, die statt der Darstellung mit unendlichen Reihen eine Darstellung mittels unendlicher Produkte aufweisen. Viele von ihnen gehen auf das Werk von Leonhard Euler zurück (s. u.).

#### Formeln der Zahlentheorie
- Die relative Häufigkeit, dass zwei zufällig gewählte natürliche Zahlen, die unterhalb einer Schranke {\displaystyle M} liegen, teilerfremd sind, strebt mit {\displaystyle M\rightarrow \infty } gegen {\displaystyle {\frac {6}{\pi ^{2}}}} (Satz von Ernesto Cesàro, 1881[94]).
- Nimmt man eine ganze Zahl z, deren Dezimaldarstellung aus {\displaystyle n} Fünfen besteht, und berechnet das {\displaystyle 10^{n+2}}-Fache des Sinus des z-ten Teils eines Grades, dann strebt das Resultat mit wachsendem {\displaystyle n} gegen π:[95]

{\displaystyle \lim _{n\to \infty }\,10^{n+2}\sin \!{\Big (}{\frac {\;1^{\circ }}{\underbrace {55\dots 5} _{n-{\text{mal}}}}}{\Big )}=\lim _{n\to \infty }\,10^{n+2}\sin \!{\Bigg (}{\frac {{\tfrac {\pi }{180}}\,\mathrm {rad} }{{\big \lfloor }{\tfrac {5}{9}}\cdot 10^{n}{\big \rfloor }}}{\Bigg )}=\pi .}
Dabei ist {\displaystyle \lfloor \cdot \rfloor } die Gaußklammer. Dies entspricht letztlich der Konvergenz {\displaystyle \lim _{x\to \infty }x\cdot \sin {\tfrac {\pi }{x}}=\lim _{x\to \infty }x\cdot {\tfrac {\pi }{x}}=\pi }.

#### Formeln der Physik
In der Physik spielt {\displaystyle \pi } neben
- der Kreisbewegung: {\displaystyle \omega =2\pi f} (Winkelgeschwindigkeit gleich {\displaystyle 2\pi } mal Umlauffrequenz)

vor allem bei Wellen eine Rolle, da dort {\displaystyle \pi } über die Sinus- und Kosinusfunktion eingeht; somit also zum Beispiel
- in der Quantenmechanik: {\displaystyle \Delta x\Delta p\geq {\frac {h}{4\pi }}} (Heisenbergsche Unschärferelation),

außerdem
- in der Berechnung der Knicklast {\displaystyle F_{K}={\frac {\pi ^{2}EI}{s^{2}}}},
- bei der Reibung von Partikeln in Flüssigkeiten (Gesetz von Stokes) {\displaystyle F_{R}=6\pi \,\eta \,r\,v}
- sowie beim Coulombschen Gesetz der Elektrostatik und Biot-Savart-Gesetz der Magnetostatik.

#### Produktformeln von Leonhard Euler
- Wird die Folge der Primzahlen mit {\displaystyle {\bigl (}p_{k}{\bigr )}_{k\in \mathbb {N} }={\bigl (}2,3,5,\dots {\bigr )}} bezeichnet, so gilt:[96]

| unendliches Produkt                        | unendliches Produkt        | unendliches Produkt                                                   | unendliches Produkt                                                         | endliche Approximation (3 Faktoren) | endliche Approximation (3 Faktoren) | Abweichung von {\displaystyle {\tfrac {{\pi }^{2}}{6}}}, {\displaystyle {\tfrac {{\pi }^{4}}{90}}},{\displaystyle {\tfrac {{\pi }^{6}}{945}}}, {\displaystyle {\tfrac {{\pi }^{8}}{9450}}} | Abweichung von {\displaystyle {\tfrac {{\pi }^{2}}{6}}}, {\displaystyle {\tfrac {{\pi }^{4}}{90}}},{\displaystyle {\tfrac {{\pi }^{6}}{945}}}, {\displaystyle {\tfrac {{\pi }^{8}}{9450}}} |
| ------------------------------------------ | -------------------------- | --------------------------------------------------------------------- | --------------------------------------------------------------------------- | --- | ----------------------------------- | --- | --- |
| {\displaystyle {\frac {{\pi }^{2}}{6}}}    | {\displaystyle =\zeta (2)} | {\displaystyle ={\frac {{\pi }^{2}}{2\cdot 3}}}                       | {\displaystyle =\prod _{k=1}^{\infty }{\frac {{p_{k}}^{2}}{{p_{k}}^{2}-1}}} | {\displaystyle \textstyle {}_{\approx }^{>}{\frac {2^{2}}{2^{2}-1}}\cdot {\frac {3^{2}}{3^{2}-1}}\cdot {\frac {5^{2}}{5^{2}-1}}={\frac {4}{3}}\cdot {\frac {9}{8}}\cdot {\frac {25}{24}}}                   | {\displaystyle \textstyle =:a_{2}}  | {\displaystyle 1-{\tfrac {\sqrt[{2}]{6\cdot a_{2}}}{\pi }}} | {\displaystyle \approx 2{,}54\cdot 10^{-2}} |
| {\displaystyle {\frac {{\pi }^{4}}{90}}}   | {\displaystyle =\zeta (4)} | {\displaystyle ={\frac {{\pi }^{4}}{2\cdot 3^{2}\cdot 5}}}            | {\displaystyle =\prod _{k=1}^{\infty }{\frac {{p_{k}}^{4}}{{p_{k}}^{4}-1}}} | {\displaystyle \textstyle {}_{\approx }^{>}{\frac {2^{4}}{2^{4}-1}}\cdot {\frac {3^{4}}{3^{4}-1}}\cdot {\frac {5^{4}}{5^{4}-1}}={\frac {16}{15}}\cdot {\frac {81}{80}}\cdot {\frac {625}{624}}}             | {\displaystyle \textstyle =:a_{4}}  | {\displaystyle 1-{\tfrac {\sqrt[{4}]{90\cdot a_{4}}}{\pi }}} | {\displaystyle \approx 1{,}37\cdot 10^{-4}} |
| {\displaystyle {\frac {{\pi }^{6}}{945}}}  | {\displaystyle =\zeta (6)} | {\displaystyle ={\frac {{\pi }^{6}}{3^{3}\cdot 5\cdot 7}}}            | {\displaystyle =\prod _{k=1}^{\infty }{\frac {{p_{k}}^{6}}{{p_{k}}^{6}-1}}} | {\displaystyle \textstyle {}_{\approx }^{>}{\frac {2^{6}}{2^{6}-1}}\cdot {\frac {3^{6}}{3^{6}-1}}\cdot {\frac {5^{6}}{5^{6}-1}}={\frac {64}{63}}\cdot {\frac {729}{728}}\cdot {\frac {15625}{15624}}}       | {\displaystyle \textstyle =:a_{6}}  | {\displaystyle 1-{\tfrac {\sqrt[{6}]{945\cdot a_{6}}}{\pi }}} | {\displaystyle \approx 1{,}56\cdot 10^{-6}} |
| {\displaystyle {\frac {{\pi }^{8}}{9450}}} | {\displaystyle =\zeta (8)} | {\displaystyle ={\frac {{\pi }^{8}}{2\cdot 3^{3}\cdot 5^{2}\cdot 7}}} | {\displaystyle =\prod _{k=1}^{\infty }{\frac {{p_{k}}^{8}}{{p_{k}}^{8}-1}}} | {\displaystyle \textstyle {}_{\approx }^{>}{\frac {2^{8}}{2^{8}-1}}\cdot {\frac {3^{8}}{3^{8}-1}}\cdot {\frac {5^{8}}{5^{8}-1}}={\frac {256}{255}}\cdot {\frac {6561}{6560}}\cdot {\frac {390625}{390624}}} | {\displaystyle \textstyle =:a_{8}}  | {\displaystyle 1-{\tfrac {\sqrt[{8}]{9450\cdot a_{8}}}{\pi }}} | {\displaystyle \approx 2{,}25\cdot 10^{-8}} |
|                                            | {\displaystyle \vdots }    |                                                                       |                                                                             | | {\displaystyle \vdots }             | | {\displaystyle \ddots } |
Siehe dazu auch die Artikel über die Zeta-Funktion {\displaystyle \zeta } und insbesondere den Abschnitt Funktionswerte für gerade natürliche Zahlen.
- Auf Euler gehen auch die folgenden Produktformeln zurück, welche die Kreiszahl mit der komplexen Gammafunktion und dem komplexen Sinus und Kosinus verbinden:[97][98]

Die erste der drei folgenden Formeln bezeichnet man auch als eulerschen Ergänzungssatz. Bei den beiden anschließenden Produktformeln für Sinus und Kosinus handelt es sich um absolut konvergente Produkte. Beide Produktformeln ergeben sich aus dem Ergänzungssatz, wobei die Produktformel des Kosinus ihrerseits wegen {\displaystyle \cos(z)={\tfrac {\sin(2z)}{2\sin(z)}}} eine direkte Anwendung der Produktformel des Sinus ist.
{\displaystyle {\begin{aligned}\Gamma (z)\cdot \Gamma (1-z)&={\frac {\pi }{\sin \pi z}}\quad (z\in \mathbb {C} \setminus \mathbb {Z} )\\\sin \pi z&=\pi z\prod _{k=1}^{\infty }\left(1-{\frac {z^{2}}{k^{2}}}\right)\quad (z\in \mathbb {C} )\\\cos \pi z&=\prod _{k=1}^{\infty }\left(1-{\frac {4z^{2}}{(2k-1)^{2}}}\right)\quad (z\in \mathbb {C} )\\\end{aligned}}}
Die Produktformel des Sinus führt dann mit {\displaystyle z=\mathrm {i} } zu dieser interessanten Beziehung (Folge A156648 in OEIS):
{\displaystyle {\begin{aligned}\prod _{k=1}^{\infty }\left(1+{\frac {1}{k^{2}}}\right)&={\frac {e^{\pi }-e^{-\pi }}{2\pi }}&={\frac {\sinh \pi }{\pi }}&\approx 3{,}6760779103749\\\end{aligned}}}

## Rezeption

### Kuriositäten

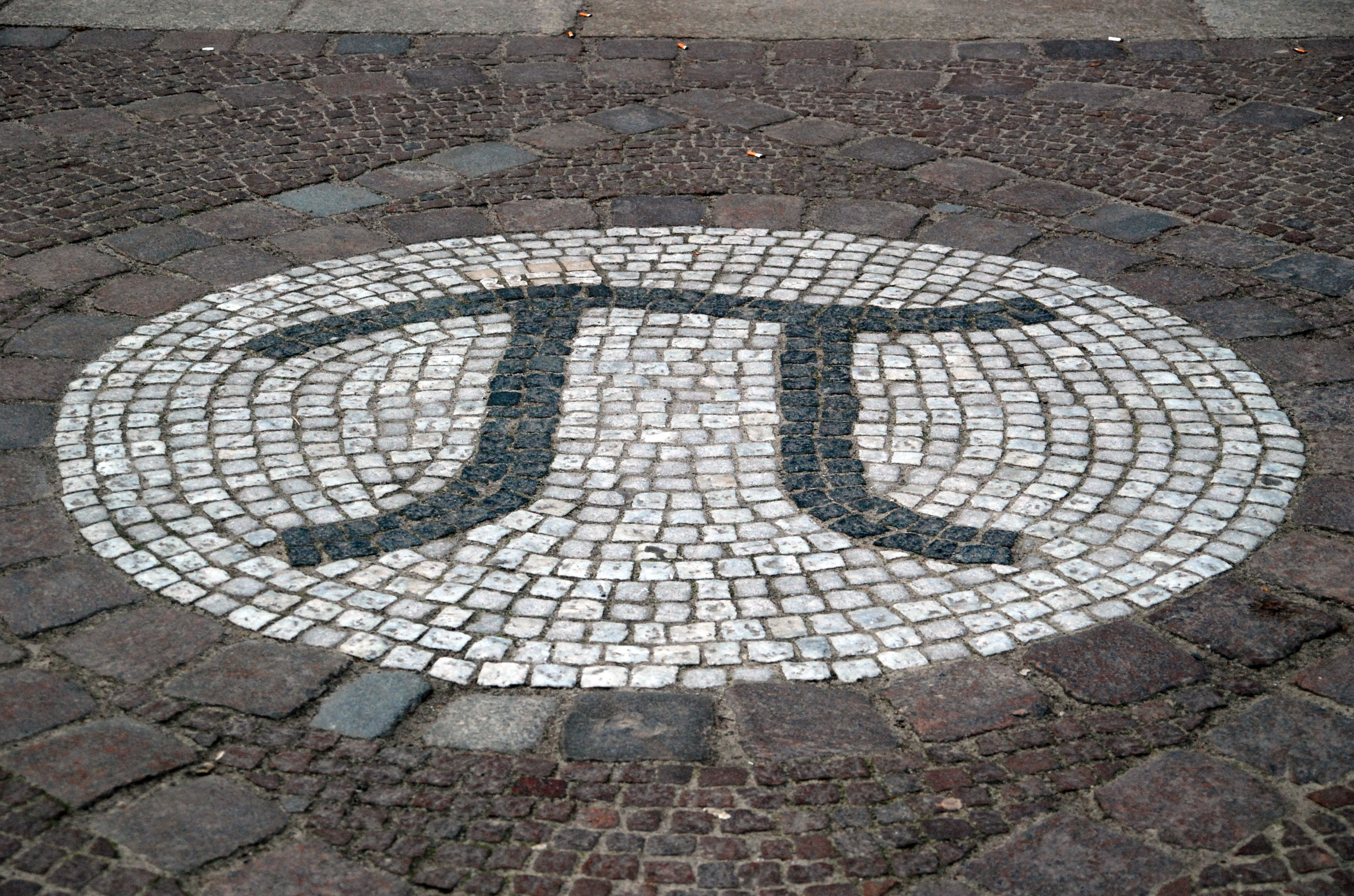
Pi-Bodenmosaik am Eingang des Mathematikgebäudes der TU Berlin

Der französische Mathematiker Édouard Lucas hatte im 19. Jahrhundert ein Gedicht gefunden, mit dessen Hilfe man sich die ersten 30 Dezimalstellen der Zahl {\displaystyle \pi } merken kann. Interpretiert man in seinem „Hymnus auf Archimedes“ die Anzahl der Buchstaben in jedem Wort als Ziffer, so erhält man {\displaystyle \pi \approx 3{,}14159\;26535\;89793\;23846\;26433\;83279}:
Que j'aime à faire apprendre un nombre utile aux sages !

Immortel Archimède, artiste ingénieur !

Qui de ton jugement peut priser la valeur ?

Pour moi ton problème eut de pareils avantages !
Im Jahr 1897 sollte im US-Bundesstaat Indiana mit dem Indiana Pi Bill die Kreiszahl gesetzlich auf einen der von Hobbymathematiker Edwin J. Goodwin gefundenen Werte festgelegt werden, der sich auf übernatürliche Eingebungen berief. Aus seinen Arbeiten lassen sich unterschiedliche Werte für die Kreiszahl ableiten, unter anderem 4 oder 16⁄5. Nachdem er eine gebührenfreie Nutzung seiner Entdeckungen anbot, verabschiedete das Repräsentantenhaus diesen Gesetzentwurf einstimmig. Als Clarence A. Waldo, Mathematikprofessor der Purdue University, davon zufällig bei einem Besuch des Parlaments erfuhr und Einspruch erhob, vertagte die zweite Kammer des Parlaments den Entwurf auf unbestimmte Zeit.

### Film
In der Science-Fiction-Serie Raumschiff Enterprise bemächtigt sich in Folge 43, Der Wolf im Schafspelz (orig. Titel Wolf in the Fold), ein fremdes Wesen des Bordcomputers. Der 1. Offizier Spock befiehlt darauf dem Computer, die Zahl Pi bis auf die letzte Nachkommastelle zu berechnen. Durch diese Aufgabe wird der Computer so überfordert, dass das Wesen den Computer wieder verlässt.
Darren Aronofsky führte 1998 die Regie in dem Science-Fiction Thriller Pi. Er handelt von dem mathematischen Genie Maximilian Cohen, gespielt von Sean Gullette. Cohen ist überzeugt, dass mithilfe einer allgemein gültigen Weltformel die Zukunft berechenbar ist. Er ist sich sicher im Steigen und Fallen der Aktienkurse ein immer wiederkehrendes Muster zu erkennen, das sich auch in der unendlich langen Zahl Pi wieder findet. Aktienkurse wären somit vorhersehbar.
In der Filmkomödie Nachts im Museum 2 (2009) geht es in der fiktiven Handlung u. a. darum, dass aus dem Naturhistorischen Museum in New York die ägyptischen Exponate – menschliche Gestalten – in die Archive des Smithsonian Museums in Washington, D.C. ausgelagert wurden. Aufgrund der Übersiedlung können die Gestalten nur noch durch Eingabe eines Codes in die goldene Tafel des Pharaos Ahkmenrah zum Leben erweckt werden. Der nach Ahkmenrahs Tod geänderte Code wird von kleinen Wackelkopf-Einsteins als Pi erkannt. Einer von ihnen verrät den Code dem irrtümlich zum Leben erweckten Pharao Kahmunrah, der ältere böse Bruder Ahkmenrahs. Kahmunrah gibt Pi in die goldene Tafel ein und öffnet so das Tor zur Unterwelt...

### Musik
Wie die beiden folgenden Beispiele zeigen, findet Pi auch in der Musik Beachtung.
Die britische Sängerin Kate Bush hat ein Lied der Zahl Pi gewidmet. Es ist das zweite Lied im 2005 erschienenen Doppelalbum Aerial.
Die progressive Deathcore-Band After the Burial hat auf ihrem Debütalbum Forging a Future Self das Lied Pi (The Mercury God of Infinity) veröffentlicht. Es besteht aus einem Akustikgitarrensolo, auf das ein Breakdown folgt, dessen Rhythmus an die ersten 110 Dezimalstellen der Kreiszahl angelehnt ist.

### Kultur

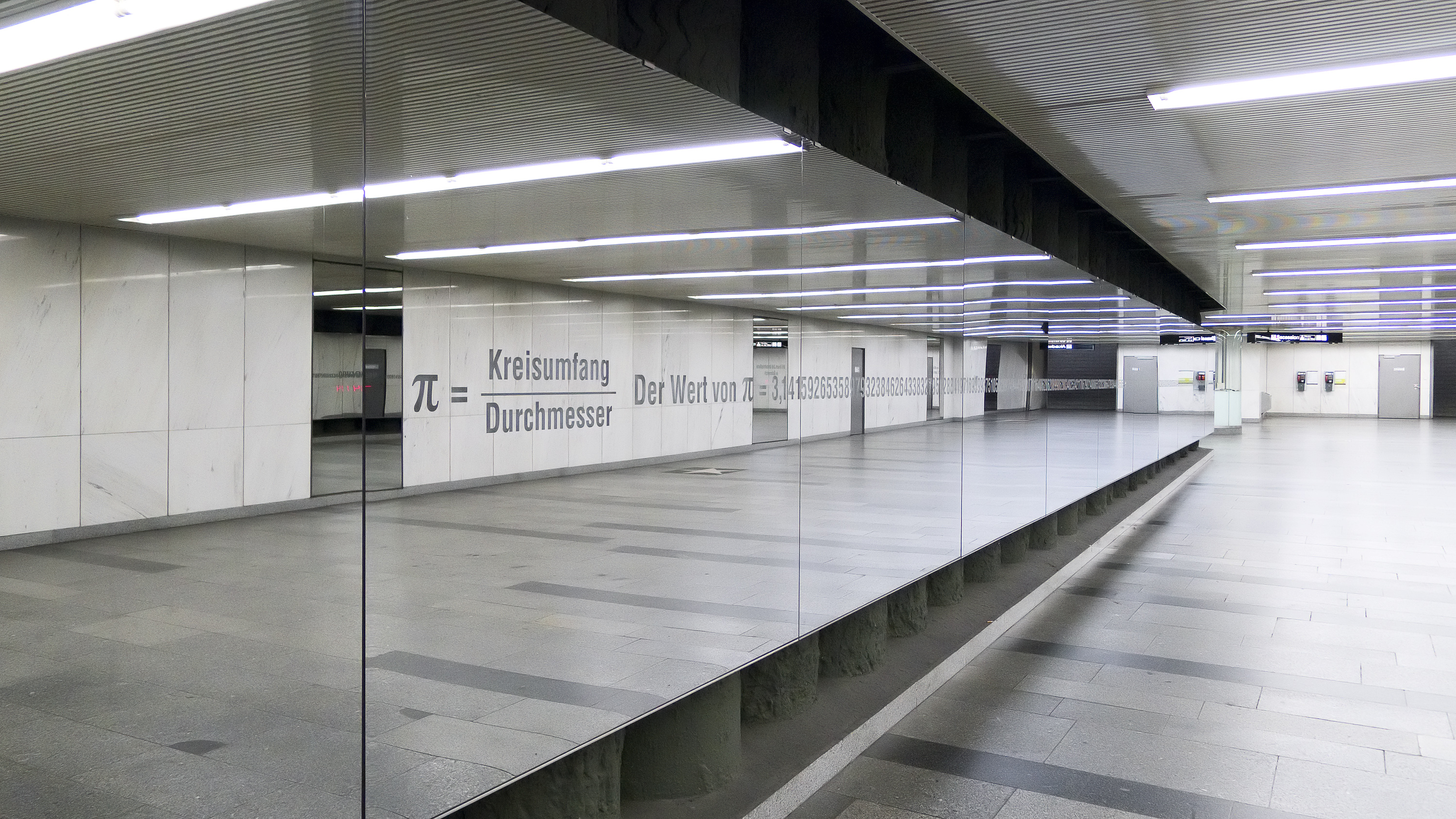
Pi in der Wiener Opernpassage. Die Zahl steht in der Mitte der Spiegelwand.

Die im November 2006 eröffnete Medieninstallation Pi in der Wiener Opernpassage widmet sich unter anderem der Kreiszahl.
Eine bemerkenswerte künstlerische Darstellung der Zahl Pi ist in Wien zu sehen. Die im November 2006 eröffnete Medieninstallation Pi von Ken Lum erreicht man beispielsweise bei einem Spaziergang ab dem Naschmarkt, weiter in Richtung Karlsplatz und schließlich abwärts in die denkmalgeschützte Fußgängerunterführung unter der Ringstraße, sprich Opernpassage. Zu sehen ist Pi mit 478 Nachkommastellen in der Nähe der U-Bahn-Station-Karlsplatz.
Freunde der Zahl Pi feiern am 14. März (in US-amerikanischer Notation 3/14) den Pi-Tag und am 22. Juli (in US-amerikanischer Notation 7/22) den Pi Approximation Day. Hierzu gibt es eine Resolution (H. Res.224) vom Repräsentantenhaus der USA aus dem Jahr 2009.

### Pi-Sport
Das Auswendiglernen der Zahl Pi ist die beliebteste Möglichkeit, das Merken langer Zahlen unter Beweis zu stellen. Für das Memorieren werden spezielle Mnemotechniken angewandt. Die Technik unterscheidet sich dabei nach den Vorlieben und Begabungen des Gedächtniskünstlers sowie der Menge der zu memorierenden Nachkommastellen. Für das Merken der ersten Ziffern von Pi gibt es Merkregeln. Daraus ist ein regelrechter Sport geworden, wie z. B. Pi mit tausenden von Ziffern in einem Team vorzulesen oder sie als Einzelperson aufzuzählen.
Der aktuelle Rekord im Pi-Vorlesen liegt bei 108.000 Nachkommastellen in 30 Stunden. Der Weltrekordversuch begann am 3. Juni 2005 um 18:00 Uhr und wurde am 5. Juni 2005 um 0:00 Uhr erfolgreich beendet. Über 360 Leser lasen jeweils 300 Nachkommastellen. Organisiert wurde der Weltrekord vom Mathematikum in Gießen.
Im Pi-Aufzählen lag der inoffizielle Weltrekord im Oktober 2006 bei 100.000 Stellen, aufgestellt von Akira Haraguchi. Der Japaner brach damit seinen ebenfalls noch inoffiziellen alten Rekord von 83.431 Nachkommastellen. Der Inder Suresh Kumar Sharma ist offizieller Weltrekordhalter mit bestätigten 70.030 Nachkommastellen, die er am 21. Oktober 2015 fehlerfrei in einer Zeit von 17 Stunden 14 min aufsagte. Den deutschen Rekord hält seit dem 15. März 2024 die Frankfurter Gedächtniskünstlerin Susanne Hippauf mit 18.026 fehlerfrei aufgezählten Nachkommastellen. Sie brauchte dafür 3 Stunden und 5 Minuten.

### Alternative Kreiszahl τ
Der amerikanische Mathematiker Robert Palais  schlug 2001 in einer Ausgabe des Mathematik-Magazins The Mathematical Intelligencer vor, für {\displaystyle \pi }, statt wie bisher den Quotienten aus Umfang und Durchmesser eines Kreises, in Zukunft den Quotienten aus Umfang und Radius (entsprechend {\displaystyle 2\pi }) als grundlegende Konstante zu verwenden. Seine Argumentation beruht darauf, dass in vielen mathematischen Formeln der Faktor {\displaystyle 2} vor der Kreiszahl auftauche. Als weiteres Argument führt er an, dass die neue Konstante im Bogenmaß einen Vollwinkel darstelle, statt wie {\displaystyle \pi } einen halben Winkel, und so weniger willkürlich wirke. Die neu normierte Kreiszahl, für deren Notation Michael Hartl und Peter Harremoës den griechischen Buchstaben {\displaystyle \tau } (Tau) vorschlugen, würde diese Formeln verkürzen. Nach dieser Konvention gilt dann:
{\displaystyle {\begin{aligned}\tau =2\pi &=6{,}2831853\ldots \\\pi =\,{\tfrac {\tau }{2}}\,&=3{,}1415926\ldots \end{aligned}}}(Folge A019692 in OEIS)